# Шатрандж

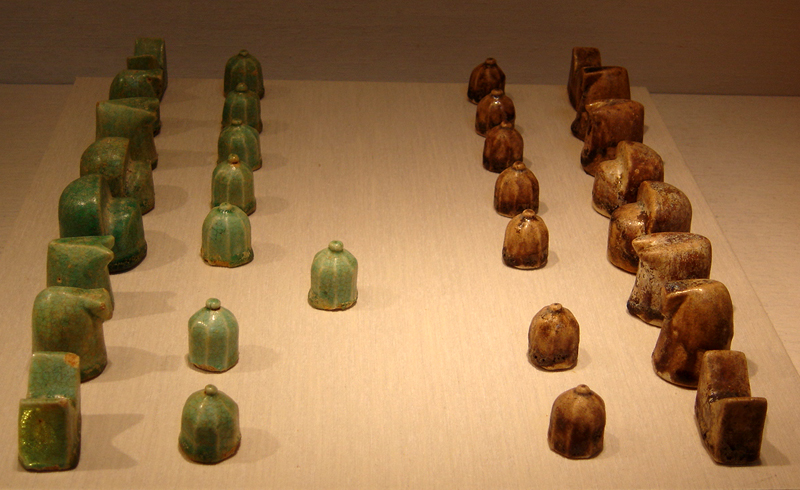
Персидский набор для игры в шатрандж (фриттовый фарфор), XII век. Из коллекции Метрополитен-музей

Шатрандж (перс. شَطْرَنْج‎, šātranj) — настольная логическая игра для двух игроков, потомок чатуранги и непосредственный предшественник шахмат.

## Правила игры
|   | a | b | c | d | e | f | g | h |   |
| - | --- | --- | --- | --- | --- | --- | --- | --- | - |
| 8 | a8 чёрная ладья · b8 чёрный конь · c8 чёрный слон · d8 чёрный король · e8 чёрный ферзь · f8 чёрный слон · g8 чёрный конь · h8 чёрная ладья · a7 чёрная пешка · b7 чёрная пешка · c7 чёрная пешка · d7 чёрная пешка · e7 чёрная пешка · f7 чёрная пешка · g7 чёрная пешка · h7 чёрная пешка · a2 белая пешка · b2 белая пешка · c2 белая пешка · d2 белая пешка · e2 белая пешка · f2 белая пешка · g2 белая пешка · h2 белая пешка · a1 белая ладья · b1 белый конь · c1 белый слон · d1 белый король · e1 белый ферзь · f1 белый слон · g1 белый конь · h1 белая ладья | a8 чёрная ладья · b8 чёрный конь · c8 чёрный слон · d8 чёрный король · e8 чёрный ферзь · f8 чёрный слон · g8 чёрный конь · h8 чёрная ладья · a7 чёрная пешка · b7 чёрная пешка · c7 чёрная пешка · d7 чёрная пешка · e7 чёрная пешка · f7 чёрная пешка · g7 чёрная пешка · h7 чёрная пешка · a2 белая пешка · b2 белая пешка · c2 белая пешка · d2 белая пешка · e2 белая пешка · f2 белая пешка · g2 белая пешка · h2 белая пешка · a1 белая ладья · b1 белый конь · c1 белый слон · d1 белый король · e1 белый ферзь · f1 белый слон · g1 белый конь · h1 белая ладья | a8 чёрная ладья · b8 чёрный конь · c8 чёрный слон · d8 чёрный король · e8 чёрный ферзь · f8 чёрный слон · g8 чёрный конь · h8 чёрная ладья · a7 чёрная пешка · b7 чёрная пешка · c7 чёрная пешка · d7 чёрная пешка · e7 чёрная пешка · f7 чёрная пешка · g7 чёрная пешка · h7 чёрная пешка · a2 белая пешка · b2 белая пешка · c2 белая пешка · d2 белая пешка · e2 белая пешка · f2 белая пешка · g2 белая пешка · h2 белая пешка · a1 белая ладья · b1 белый конь · c1 белый слон · d1 белый король · e1 белый ферзь · f1 белый слон · g1 белый конь · h1 белая ладья | a8 чёрная ладья · b8 чёрный конь · c8 чёрный слон · d8 чёрный король · e8 чёрный ферзь · f8 чёрный слон · g8 чёрный конь · h8 чёрная ладья · a7 чёрная пешка · b7 чёрная пешка · c7 чёрная пешка · d7 чёрная пешка · e7 чёрная пешка · f7 чёрная пешка · g7 чёрная пешка · h7 чёрная пешка · a2 белая пешка · b2 белая пешка · c2 белая пешка · d2 белая пешка · e2 белая пешка · f2 белая пешка · g2 белая пешка · h2 белая пешка · a1 белая ладья · b1 белый конь · c1 белый слон · d1 белый король · e1 белый ферзь · f1 белый слон · g1 белый конь · h1 белая ладья | a8 чёрная ладья · b8 чёрный конь · c8 чёрный слон · d8 чёрный король · e8 чёрный ферзь · f8 чёрный слон · g8 чёрный конь · h8 чёрная ладья · a7 чёрная пешка · b7 чёрная пешка · c7 чёрная пешка · d7 чёрная пешка · e7 чёрная пешка · f7 чёрная пешка · g7 чёрная пешка · h7 чёрная пешка · a2 белая пешка · b2 белая пешка · c2 белая пешка · d2 белая пешка · e2 белая пешка · f2 белая пешка · g2 белая пешка · h2 белая пешка · a1 белая ладья · b1 белый конь · c1 белый слон · d1 белый король · e1 белый ферзь · f1 белый слон · g1 белый конь · h1 белая ладья | a8 чёрная ладья · b8 чёрный конь · c8 чёрный слон · d8 чёрный король · e8 чёрный ферзь · f8 чёрный слон · g8 чёрный конь · h8 чёрная ладья · a7 чёрная пешка · b7 чёрная пешка · c7 чёрная пешка · d7 чёрная пешка · e7 чёрная пешка · f7 чёрная пешка · g7 чёрная пешка · h7 чёрная пешка · a2 белая пешка · b2 белая пешка · c2 белая пешка · d2 белая пешка · e2 белая пешка · f2 белая пешка · g2 белая пешка · h2 белая пешка · a1 белая ладья · b1 белый конь · c1 белый слон · d1 белый король · e1 белый ферзь · f1 белый слон · g1 белый конь · h1 белая ладья | a8 чёрная ладья · b8 чёрный конь · c8 чёрный слон · d8 чёрный король · e8 чёрный ферзь · f8 чёрный слон · g8 чёрный конь · h8 чёрная ладья · a7 чёрная пешка · b7 чёрная пешка · c7 чёрная пешка · d7 чёрная пешка · e7 чёрная пешка · f7 чёрная пешка · g7 чёрная пешка · h7 чёрная пешка · a2 белая пешка · b2 белая пешка · c2 белая пешка · d2 белая пешка · e2 белая пешка · f2 белая пешка · g2 белая пешка · h2 белая пешка · a1 белая ладья · b1 белый конь · c1 белый слон · d1 белый король · e1 белый ферзь · f1 белый слон · g1 белый конь · h1 белая ладья | a8 чёрная ладья · b8 чёрный конь · c8 чёрный слон · d8 чёрный король · e8 чёрный ферзь · f8 чёрный слон · g8 чёрный конь · h8 чёрная ладья · a7 чёрная пешка · b7 чёрная пешка · c7 чёрная пешка · d7 чёрная пешка · e7 чёрная пешка · f7 чёрная пешка · g7 чёрная пешка · h7 чёрная пешка · a2 белая пешка · b2 белая пешка · c2 белая пешка · d2 белая пешка · e2 белая пешка · f2 белая пешка · g2 белая пешка · h2 белая пешка · a1 белая ладья · b1 белый конь · c1 белый слон · d1 белый король · e1 белый ферзь · f1 белый слон · g1 белый конь · h1 белая ладья | 8 |
| 7 | a8 чёрная ладья · b8 чёрный конь · c8 чёрный слон · d8 чёрный король · e8 чёрный ферзь · f8 чёрный слон · g8 чёрный конь · h8 чёрная ладья · a7 чёрная пешка · b7 чёрная пешка · c7 чёрная пешка · d7 чёрная пешка · e7 чёрная пешка · f7 чёрная пешка · g7 чёрная пешка · h7 чёрная пешка · a2 белая пешка · b2 белая пешка · c2 белая пешка · d2 белая пешка · e2 белая пешка · f2 белая пешка · g2 белая пешка · h2 белая пешка · a1 белая ладья · b1 белый конь · c1 белый слон · d1 белый король · e1 белый ферзь · f1 белый слон · g1 белый конь · h1 белая ладья | a8 чёрная ладья · b8 чёрный конь · c8 чёрный слон · d8 чёрный король · e8 чёрный ферзь · f8 чёрный слон · g8 чёрный конь · h8 чёрная ладья · a7 чёрная пешка · b7 чёрная пешка · c7 чёрная пешка · d7 чёрная пешка · e7 чёрная пешка · f7 чёрная пешка · g7 чёрная пешка · h7 чёрная пешка · a2 белая пешка · b2 белая пешка · c2 белая пешка · d2 белая пешка · e2 белая пешка · f2 белая пешка · g2 белая пешка · h2 белая пешка · a1 белая ладья · b1 белый конь · c1 белый слон · d1 белый король · e1 белый ферзь · f1 белый слон · g1 белый конь · h1 белая ладья | a8 чёрная ладья · b8 чёрный конь · c8 чёрный слон · d8 чёрный король · e8 чёрный ферзь · f8 чёрный слон · g8 чёрный конь · h8 чёрная ладья · a7 чёрная пешка · b7 чёрная пешка · c7 чёрная пешка · d7 чёрная пешка · e7 чёрная пешка · f7 чёрная пешка · g7 чёрная пешка · h7 чёрная пешка · a2 белая пешка · b2 белая пешка · c2 белая пешка · d2 белая пешка · e2 белая пешка · f2 белая пешка · g2 белая пешка · h2 белая пешка · a1 белая ладья · b1 белый конь · c1 белый слон · d1 белый король · e1 белый ферзь · f1 белый слон · g1 белый конь · h1 белая ладья | a8 чёрная ладья · b8 чёрный конь · c8 чёрный слон · d8 чёрный король · e8 чёрный ферзь · f8 чёрный слон · g8 чёрный конь · h8 чёрная ладья · a7 чёрная пешка · b7 чёрная пешка · c7 чёрная пешка · d7 чёрная пешка · e7 чёрная пешка · f7 чёрная пешка · g7 чёрная пешка · h7 чёрная пешка · a2 белая пешка · b2 белая пешка · c2 белая пешка · d2 белая пешка · e2 белая пешка · f2 белая пешка · g2 белая пешка · h2 белая пешка · a1 белая ладья · b1 белый конь · c1 белый слон · d1 белый король · e1 белый ферзь · f1 белый слон · g1 белый конь · h1 белая ладья | a8 чёрная ладья · b8 чёрный конь · c8 чёрный слон · d8 чёрный король · e8 чёрный ферзь · f8 чёрный слон · g8 чёрный конь · h8 чёрная ладья · a7 чёрная пешка · b7 чёрная пешка · c7 чёрная пешка · d7 чёрная пешка · e7 чёрная пешка · f7 чёрная пешка · g7 чёрная пешка · h7 чёрная пешка · a2 белая пешка · b2 белая пешка · c2 белая пешка · d2 белая пешка · e2 белая пешка · f2 белая пешка · g2 белая пешка · h2 белая пешка · a1 белая ладья · b1 белый конь · c1 белый слон · d1 белый король · e1 белый ферзь · f1 белый слон · g1 белый конь · h1 белая ладья | a8 чёрная ладья · b8 чёрный конь · c8 чёрный слон · d8 чёрный король · e8 чёрный ферзь · f8 чёрный слон · g8 чёрный конь · h8 чёрная ладья · a7 чёрная пешка · b7 чёрная пешка · c7 чёрная пешка · d7 чёрная пешка · e7 чёрная пешка · f7 чёрная пешка · g7 чёрная пешка · h7 чёрная пешка · a2 белая пешка · b2 белая пешка · c2 белая пешка · d2 белая пешка · e2 белая пешка · f2 белая пешка · g2 белая пешка · h2 белая пешка · a1 белая ладья · b1 белый конь · c1 белый слон · d1 белый король · e1 белый ферзь · f1 белый слон · g1 белый конь · h1 белая ладья | a8 чёрная ладья · b8 чёрный конь · c8 чёрный слон · d8 чёрный король · e8 чёрный ферзь · f8 чёрный слон · g8 чёрный конь · h8 чёрная ладья · a7 чёрная пешка · b7 чёрная пешка · c7 чёрная пешка · d7 чёрная пешка · e7 чёрная пешка · f7 чёрная пешка · g7 чёрная пешка · h7 чёрная пешка · a2 белая пешка · b2 белая пешка · c2 белая пешка · d2 белая пешка · e2 белая пешка · f2 белая пешка · g2 белая пешка · h2 белая пешка · a1 белая ладья · b1 белый конь · c1 белый слон · d1 белый король · e1 белый ферзь · f1 белый слон · g1 белый конь · h1 белая ладья | a8 чёрная ладья · b8 чёрный конь · c8 чёрный слон · d8 чёрный король · e8 чёрный ферзь · f8 чёрный слон · g8 чёрный конь · h8 чёрная ладья · a7 чёрная пешка · b7 чёрная пешка · c7 чёрная пешка · d7 чёрная пешка · e7 чёрная пешка · f7 чёрная пешка · g7 чёрная пешка · h7 чёрная пешка · a2 белая пешка · b2 белая пешка · c2 белая пешка · d2 белая пешка · e2 белая пешка · f2 белая пешка · g2 белая пешка · h2 белая пешка · a1 белая ладья · b1 белый конь · c1 белый слон · d1 белый король · e1 белый ферзь · f1 белый слон · g1 белый конь · h1 белая ладья | 7 |
| 6 | a8 чёрная ладья · b8 чёрный конь · c8 чёрный слон · d8 чёрный король · e8 чёрный ферзь · f8 чёрный слон · g8 чёрный конь · h8 чёрная ладья · a7 чёрная пешка · b7 чёрная пешка · c7 чёрная пешка · d7 чёрная пешка · e7 чёрная пешка · f7 чёрная пешка · g7 чёрная пешка · h7 чёрная пешка · a2 белая пешка · b2 белая пешка · c2 белая пешка · d2 белая пешка · e2 белая пешка · f2 белая пешка · g2 белая пешка · h2 белая пешка · a1 белая ладья · b1 белый конь · c1 белый слон · d1 белый король · e1 белый ферзь · f1 белый слон · g1 белый конь · h1 белая ладья | a8 чёрная ладья · b8 чёрный конь · c8 чёрный слон · d8 чёрный король · e8 чёрный ферзь · f8 чёрный слон · g8 чёрный конь · h8 чёрная ладья · a7 чёрная пешка · b7 чёрная пешка · c7 чёрная пешка · d7 чёрная пешка · e7 чёрная пешка · f7 чёрная пешка · g7 чёрная пешка · h7 чёрная пешка · a2 белая пешка · b2 белая пешка · c2 белая пешка · d2 белая пешка · e2 белая пешка · f2 белая пешка · g2 белая пешка · h2 белая пешка · a1 белая ладья · b1 белый конь · c1 белый слон · d1 белый король · e1 белый ферзь · f1 белый слон · g1 белый конь · h1 белая ладья | a8 чёрная ладья · b8 чёрный конь · c8 чёрный слон · d8 чёрный король · e8 чёрный ферзь · f8 чёрный слон · g8 чёрный конь · h8 чёрная ладья · a7 чёрная пешка · b7 чёрная пешка · c7 чёрная пешка · d7 чёрная пешка · e7 чёрная пешка · f7 чёрная пешка · g7 чёрная пешка · h7 чёрная пешка · a2 белая пешка · b2 белая пешка · c2 белая пешка · d2 белая пешка · e2 белая пешка · f2 белая пешка · g2 белая пешка · h2 белая пешка · a1 белая ладья · b1 белый конь · c1 белый слон · d1 белый король · e1 белый ферзь · f1 белый слон · g1 белый конь · h1 белая ладья | a8 чёрная ладья · b8 чёрный конь · c8 чёрный слон · d8 чёрный король · e8 чёрный ферзь · f8 чёрный слон · g8 чёрный конь · h8 чёрная ладья · a7 чёрная пешка · b7 чёрная пешка · c7 чёрная пешка · d7 чёрная пешка · e7 чёрная пешка · f7 чёрная пешка · g7 чёрная пешка · h7 чёрная пешка · a2 белая пешка · b2 белая пешка · c2 белая пешка · d2 белая пешка · e2 белая пешка · f2 белая пешка · g2 белая пешка · h2 белая пешка · a1 белая ладья · b1 белый конь · c1 белый слон · d1 белый король · e1 белый ферзь · f1 белый слон · g1 белый конь · h1 белая ладья | a8 чёрная ладья · b8 чёрный конь · c8 чёрный слон · d8 чёрный король · e8 чёрный ферзь · f8 чёрный слон · g8 чёрный конь · h8 чёрная ладья · a7 чёрная пешка · b7 чёрная пешка · c7 чёрная пешка · d7 чёрная пешка · e7 чёрная пешка · f7 чёрная пешка · g7 чёрная пешка · h7 чёрная пешка · a2 белая пешка · b2 белая пешка · c2 белая пешка · d2 белая пешка · e2 белая пешка · f2 белая пешка · g2 белая пешка · h2 белая пешка · a1 белая ладья · b1 белый конь · c1 белый слон · d1 белый король · e1 белый ферзь · f1 белый слон · g1 белый конь · h1 белая ладья | a8 чёрная ладья · b8 чёрный конь · c8 чёрный слон · d8 чёрный король · e8 чёрный ферзь · f8 чёрный слон · g8 чёрный конь · h8 чёрная ладья · a7 чёрная пешка · b7 чёрная пешка · c7 чёрная пешка · d7 чёрная пешка · e7 чёрная пешка · f7 чёрная пешка · g7 чёрная пешка · h7 чёрная пешка · a2 белая пешка · b2 белая пешка · c2 белая пешка · d2 белая пешка · e2 белая пешка · f2 белая пешка · g2 белая пешка · h2 белая пешка · a1 белая ладья · b1 белый конь · c1 белый слон · d1 белый король · e1 белый ферзь · f1 белый слон · g1 белый конь · h1 белая ладья | a8 чёрная ладья · b8 чёрный конь · c8 чёрный слон · d8 чёрный король · e8 чёрный ферзь · f8 чёрный слон · g8 чёрный конь · h8 чёрная ладья · a7 чёрная пешка · b7 чёрная пешка · c7 чёрная пешка · d7 чёрная пешка · e7 чёрная пешка · f7 чёрная пешка · g7 чёрная пешка · h7 чёрная пешка · a2 белая пешка · b2 белая пешка · c2 белая пешка · d2 белая пешка · e2 белая пешка · f2 белая пешка · g2 белая пешка · h2 белая пешка · a1 белая ладья · b1 белый конь · c1 белый слон · d1 белый король · e1 белый ферзь · f1 белый слон · g1 белый конь · h1 белая ладья | a8 чёрная ладья · b8 чёрный конь · c8 чёрный слон · d8 чёрный король · e8 чёрный ферзь · f8 чёрный слон · g8 чёрный конь · h8 чёрная ладья · a7 чёрная пешка · b7 чёрная пешка · c7 чёрная пешка · d7 чёрная пешка · e7 чёрная пешка · f7 чёрная пешка · g7 чёрная пешка · h7 чёрная пешка · a2 белая пешка · b2 белая пешка · c2 белая пешка · d2 белая пешка · e2 белая пешка · f2 белая пешка · g2 белая пешка · h2 белая пешка · a1 белая ладья · b1 белый конь · c1 белый слон · d1 белый король · e1 белый ферзь · f1 белый слон · g1 белый конь · h1 белая ладья | 6 |
| 5 | a8 чёрная ладья · b8 чёрный конь · c8 чёрный слон · d8 чёрный король · e8 чёрный ферзь · f8 чёрный слон · g8 чёрный конь · h8 чёрная ладья · a7 чёрная пешка · b7 чёрная пешка · c7 чёрная пешка · d7 чёрная пешка · e7 чёрная пешка · f7 чёрная пешка · g7 чёрная пешка · h7 чёрная пешка · a2 белая пешка · b2 белая пешка · c2 белая пешка · d2 белая пешка · e2 белая пешка · f2 белая пешка · g2 белая пешка · h2 белая пешка · a1 белая ладья · b1 белый конь · c1 белый слон · d1 белый король · e1 белый ферзь · f1 белый слон · g1 белый конь · h1 белая ладья | a8 чёрная ладья · b8 чёрный конь · c8 чёрный слон · d8 чёрный король · e8 чёрный ферзь · f8 чёрный слон · g8 чёрный конь · h8 чёрная ладья · a7 чёрная пешка · b7 чёрная пешка · c7 чёрная пешка · d7 чёрная пешка · e7 чёрная пешка · f7 чёрная пешка · g7 чёрная пешка · h7 чёрная пешка · a2 белая пешка · b2 белая пешка · c2 белая пешка · d2 белая пешка · e2 белая пешка · f2 белая пешка · g2 белая пешка · h2 белая пешка · a1 белая ладья · b1 белый конь · c1 белый слон · d1 белый король · e1 белый ферзь · f1 белый слон · g1 белый конь · h1 белая ладья | a8 чёрная ладья · b8 чёрный конь · c8 чёрный слон · d8 чёрный король · e8 чёрный ферзь · f8 чёрный слон · g8 чёрный конь · h8 чёрная ладья · a7 чёрная пешка · b7 чёрная пешка · c7 чёрная пешка · d7 чёрная пешка · e7 чёрная пешка · f7 чёрная пешка · g7 чёрная пешка · h7 чёрная пешка · a2 белая пешка · b2 белая пешка · c2 белая пешка · d2 белая пешка · e2 белая пешка · f2 белая пешка · g2 белая пешка · h2 белая пешка · a1 белая ладья · b1 белый конь · c1 белый слон · d1 белый король · e1 белый ферзь · f1 белый слон · g1 белый конь · h1 белая ладья | a8 чёрная ладья · b8 чёрный конь · c8 чёрный слон · d8 чёрный король · e8 чёрный ферзь · f8 чёрный слон · g8 чёрный конь · h8 чёрная ладья · a7 чёрная пешка · b7 чёрная пешка · c7 чёрная пешка · d7 чёрная пешка · e7 чёрная пешка · f7 чёрная пешка · g7 чёрная пешка · h7 чёрная пешка · a2 белая пешка · b2 белая пешка · c2 белая пешка · d2 белая пешка · e2 белая пешка · f2 белая пешка · g2 белая пешка · h2 белая пешка · a1 белая ладья · b1 белый конь · c1 белый слон · d1 белый король · e1 белый ферзь · f1 белый слон · g1 белый конь · h1 белая ладья | a8 чёрная ладья · b8 чёрный конь · c8 чёрный слон · d8 чёрный король · e8 чёрный ферзь · f8 чёрный слон · g8 чёрный конь · h8 чёрная ладья · a7 чёрная пешка · b7 чёрная пешка · c7 чёрная пешка · d7 чёрная пешка · e7 чёрная пешка · f7 чёрная пешка · g7 чёрная пешка · h7 чёрная пешка · a2 белая пешка · b2 белая пешка · c2 белая пешка · d2 белая пешка · e2 белая пешка · f2 белая пешка · g2 белая пешка · h2 белая пешка · a1 белая ладья · b1 белый конь · c1 белый слон · d1 белый король · e1 белый ферзь · f1 белый слон · g1 белый конь · h1 белая ладья | a8 чёрная ладья · b8 чёрный конь · c8 чёрный слон · d8 чёрный король · e8 чёрный ферзь · f8 чёрный слон · g8 чёрный конь · h8 чёрная ладья · a7 чёрная пешка · b7 чёрная пешка · c7 чёрная пешка · d7 чёрная пешка · e7 чёрная пешка · f7 чёрная пешка · g7 чёрная пешка · h7 чёрная пешка · a2 белая пешка · b2 белая пешка · c2 белая пешка · d2 белая пешка · e2 белая пешка · f2 белая пешка · g2 белая пешка · h2 белая пешка · a1 белая ладья · b1 белый конь · c1 белый слон · d1 белый король · e1 белый ферзь · f1 белый слон · g1 белый конь · h1 белая ладья | a8 чёрная ладья · b8 чёрный конь · c8 чёрный слон · d8 чёрный король · e8 чёрный ферзь · f8 чёрный слон · g8 чёрный конь · h8 чёрная ладья · a7 чёрная пешка · b7 чёрная пешка · c7 чёрная пешка · d7 чёрная пешка · e7 чёрная пешка · f7 чёрная пешка · g7 чёрная пешка · h7 чёрная пешка · a2 белая пешка · b2 белая пешка · c2 белая пешка · d2 белая пешка · e2 белая пешка · f2 белая пешка · g2 белая пешка · h2 белая пешка · a1 белая ладья · b1 белый конь · c1 белый слон · d1 белый король · e1 белый ферзь · f1 белый слон · g1 белый конь · h1 белая ладья | a8 чёрная ладья · b8 чёрный конь · c8 чёрный слон · d8 чёрный король · e8 чёрный ферзь · f8 чёрный слон · g8 чёрный конь · h8 чёрная ладья · a7 чёрная пешка · b7 чёрная пешка · c7 чёрная пешка · d7 чёрная пешка · e7 чёрная пешка · f7 чёрная пешка · g7 чёрная пешка · h7 чёрная пешка · a2 белая пешка · b2 белая пешка · c2 белая пешка · d2 белая пешка · e2 белая пешка · f2 белая пешка · g2 белая пешка · h2 белая пешка · a1 белая ладья · b1 белый конь · c1 белый слон · d1 белый король · e1 белый ферзь · f1 белый слон · g1 белый конь · h1 белая ладья | 5 |
| 4 | a8 чёрная ладья · b8 чёрный конь · c8 чёрный слон · d8 чёрный король · e8 чёрный ферзь · f8 чёрный слон · g8 чёрный конь · h8 чёрная ладья · a7 чёрная пешка · b7 чёрная пешка · c7 чёрная пешка · d7 чёрная пешка · e7 чёрная пешка · f7 чёрная пешка · g7 чёрная пешка · h7 чёрная пешка · a2 белая пешка · b2 белая пешка · c2 белая пешка · d2 белая пешка · e2 белая пешка · f2 белая пешка · g2 белая пешка · h2 белая пешка · a1 белая ладья · b1 белый конь · c1 белый слон · d1 белый король · e1 белый ферзь · f1 белый слон · g1 белый конь · h1 белая ладья | a8 чёрная ладья · b8 чёрный конь · c8 чёрный слон · d8 чёрный король · e8 чёрный ферзь · f8 чёрный слон · g8 чёрный конь · h8 чёрная ладья · a7 чёрная пешка · b7 чёрная пешка · c7 чёрная пешка · d7 чёрная пешка · e7 чёрная пешка · f7 чёрная пешка · g7 чёрная пешка · h7 чёрная пешка · a2 белая пешка · b2 белая пешка · c2 белая пешка · d2 белая пешка · e2 белая пешка · f2 белая пешка · g2 белая пешка · h2 белая пешка · a1 белая ладья · b1 белый конь · c1 белый слон · d1 белый король · e1 белый ферзь · f1 белый слон · g1 белый конь · h1 белая ладья | a8 чёрная ладья · b8 чёрный конь · c8 чёрный слон · d8 чёрный король · e8 чёрный ферзь · f8 чёрный слон · g8 чёрный конь · h8 чёрная ладья · a7 чёрная пешка · b7 чёрная пешка · c7 чёрная пешка · d7 чёрная пешка · e7 чёрная пешка · f7 чёрная пешка · g7 чёрная пешка · h7 чёрная пешка · a2 белая пешка · b2 белая пешка · c2 белая пешка · d2 белая пешка · e2 белая пешка · f2 белая пешка · g2 белая пешка · h2 белая пешка · a1 белая ладья · b1 белый конь · c1 белый слон · d1 белый король · e1 белый ферзь · f1 белый слон · g1 белый конь · h1 белая ладья | a8 чёрная ладья · b8 чёрный конь · c8 чёрный слон · d8 чёрный король · e8 чёрный ферзь · f8 чёрный слон · g8 чёрный конь · h8 чёрная ладья · a7 чёрная пешка · b7 чёрная пешка · c7 чёрная пешка · d7 чёрная пешка · e7 чёрная пешка · f7 чёрная пешка · g7 чёрная пешка · h7 чёрная пешка · a2 белая пешка · b2 белая пешка · c2 белая пешка · d2 белая пешка · e2 белая пешка · f2 белая пешка · g2 белая пешка · h2 белая пешка · a1 белая ладья · b1 белый конь · c1 белый слон · d1 белый король · e1 белый ферзь · f1 белый слон · g1 белый конь · h1 белая ладья | a8 чёрная ладья · b8 чёрный конь · c8 чёрный слон · d8 чёрный король · e8 чёрный ферзь · f8 чёрный слон · g8 чёрный конь · h8 чёрная ладья · a7 чёрная пешка · b7 чёрная пешка · c7 чёрная пешка · d7 чёрная пешка · e7 чёрная пешка · f7 чёрная пешка · g7 чёрная пешка · h7 чёрная пешка · a2 белая пешка · b2 белая пешка · c2 белая пешка · d2 белая пешка · e2 белая пешка · f2 белая пешка · g2 белая пешка · h2 белая пешка · a1 белая ладья · b1 белый конь · c1 белый слон · d1 белый король · e1 белый ферзь · f1 белый слон · g1 белый конь · h1 белая ладья | a8 чёрная ладья · b8 чёрный конь · c8 чёрный слон · d8 чёрный король · e8 чёрный ферзь · f8 чёрный слон · g8 чёрный конь · h8 чёрная ладья · a7 чёрная пешка · b7 чёрная пешка · c7 чёрная пешка · d7 чёрная пешка · e7 чёрная пешка · f7 чёрная пешка · g7 чёрная пешка · h7 чёрная пешка · a2 белая пешка · b2 белая пешка · c2 белая пешка · d2 белая пешка · e2 белая пешка · f2 белая пешка · g2 белая пешка · h2 белая пешка · a1 белая ладья · b1 белый конь · c1 белый слон · d1 белый король · e1 белый ферзь · f1 белый слон · g1 белый конь · h1 белая ладья | a8 чёрная ладья · b8 чёрный конь · c8 чёрный слон · d8 чёрный король · e8 чёрный ферзь · f8 чёрный слон · g8 чёрный конь · h8 чёрная ладья · a7 чёрная пешка · b7 чёрная пешка · c7 чёрная пешка · d7 чёрная пешка · e7 чёрная пешка · f7 чёрная пешка · g7 чёрная пешка · h7 чёрная пешка · a2 белая пешка · b2 белая пешка · c2 белая пешка · d2 белая пешка · e2 белая пешка · f2 белая пешка · g2 белая пешка · h2 белая пешка · a1 белая ладья · b1 белый конь · c1 белый слон · d1 белый король · e1 белый ферзь · f1 белый слон · g1 белый конь · h1 белая ладья | a8 чёрная ладья · b8 чёрный конь · c8 чёрный слон · d8 чёрный король · e8 чёрный ферзь · f8 чёрный слон · g8 чёрный конь · h8 чёрная ладья · a7 чёрная пешка · b7 чёрная пешка · c7 чёрная пешка · d7 чёрная пешка · e7 чёрная пешка · f7 чёрная пешка · g7 чёрная пешка · h7 чёрная пешка · a2 белая пешка · b2 белая пешка · c2 белая пешка · d2 белая пешка · e2 белая пешка · f2 белая пешка · g2 белая пешка · h2 белая пешка · a1 белая ладья · b1 белый конь · c1 белый слон · d1 белый король · e1 белый ферзь · f1 белый слон · g1 белый конь · h1 белая ладья | 4 |
| 3 | a8 чёрная ладья · b8 чёрный конь · c8 чёрный слон · d8 чёрный король · e8 чёрный ферзь · f8 чёрный слон · g8 чёрный конь · h8 чёрная ладья · a7 чёрная пешка · b7 чёрная пешка · c7 чёрная пешка · d7 чёрная пешка · e7 чёрная пешка · f7 чёрная пешка · g7 чёрная пешка · h7 чёрная пешка · a2 белая пешка · b2 белая пешка · c2 белая пешка · d2 белая пешка · e2 белая пешка · f2 белая пешка · g2 белая пешка · h2 белая пешка · a1 белая ладья · b1 белый конь · c1 белый слон · d1 белый король · e1 белый ферзь · f1 белый слон · g1 белый конь · h1 белая ладья | a8 чёрная ладья · b8 чёрный конь · c8 чёрный слон · d8 чёрный король · e8 чёрный ферзь · f8 чёрный слон · g8 чёрный конь · h8 чёрная ладья · a7 чёрная пешка · b7 чёрная пешка · c7 чёрная пешка · d7 чёрная пешка · e7 чёрная пешка · f7 чёрная пешка · g7 чёрная пешка · h7 чёрная пешка · a2 белая пешка · b2 белая пешка · c2 белая пешка · d2 белая пешка · e2 белая пешка · f2 белая пешка · g2 белая пешка · h2 белая пешка · a1 белая ладья · b1 белый конь · c1 белый слон · d1 белый король · e1 белый ферзь · f1 белый слон · g1 белый конь · h1 белая ладья | a8 чёрная ладья · b8 чёрный конь · c8 чёрный слон · d8 чёрный король · e8 чёрный ферзь · f8 чёрный слон · g8 чёрный конь · h8 чёрная ладья · a7 чёрная пешка · b7 чёрная пешка · c7 чёрная пешка · d7 чёрная пешка · e7 чёрная пешка · f7 чёрная пешка · g7 чёрная пешка · h7 чёрная пешка · a2 белая пешка · b2 белая пешка · c2 белая пешка · d2 белая пешка · e2 белая пешка · f2 белая пешка · g2 белая пешка · h2 белая пешка · a1 белая ладья · b1 белый конь · c1 белый слон · d1 белый король · e1 белый ферзь · f1 белый слон · g1 белый конь · h1 белая ладья | a8 чёрная ладья · b8 чёрный конь · c8 чёрный слон · d8 чёрный король · e8 чёрный ферзь · f8 чёрный слон · g8 чёрный конь · h8 чёрная ладья · a7 чёрная пешка · b7 чёрная пешка · c7 чёрная пешка · d7 чёрная пешка · e7 чёрная пешка · f7 чёрная пешка · g7 чёрная пешка · h7 чёрная пешка · a2 белая пешка · b2 белая пешка · c2 белая пешка · d2 белая пешка · e2 белая пешка · f2 белая пешка · g2 белая пешка · h2 белая пешка · a1 белая ладья · b1 белый конь · c1 белый слон · d1 белый король · e1 белый ферзь · f1 белый слон · g1 белый конь · h1 белая ладья | a8 чёрная ладья · b8 чёрный конь · c8 чёрный слон · d8 чёрный король · e8 чёрный ферзь · f8 чёрный слон · g8 чёрный конь · h8 чёрная ладья · a7 чёрная пешка · b7 чёрная пешка · c7 чёрная пешка · d7 чёрная пешка · e7 чёрная пешка · f7 чёрная пешка · g7 чёрная пешка · h7 чёрная пешка · a2 белая пешка · b2 белая пешка · c2 белая пешка · d2 белая пешка · e2 белая пешка · f2 белая пешка · g2 белая пешка · h2 белая пешка · a1 белая ладья · b1 белый конь · c1 белый слон · d1 белый король · e1 белый ферзь · f1 белый слон · g1 белый конь · h1 белая ладья | a8 чёрная ладья · b8 чёрный конь · c8 чёрный слон · d8 чёрный король · e8 чёрный ферзь · f8 чёрный слон · g8 чёрный конь · h8 чёрная ладья · a7 чёрная пешка · b7 чёрная пешка · c7 чёрная пешка · d7 чёрная пешка · e7 чёрная пешка · f7 чёрная пешка · g7 чёрная пешка · h7 чёрная пешка · a2 белая пешка · b2 белая пешка · c2 белая пешка · d2 белая пешка · e2 белая пешка · f2 белая пешка · g2 белая пешка · h2 белая пешка · a1 белая ладья · b1 белый конь · c1 белый слон · d1 белый король · e1 белый ферзь · f1 белый слон · g1 белый конь · h1 белая ладья | a8 чёрная ладья · b8 чёрный конь · c8 чёрный слон · d8 чёрный король · e8 чёрный ферзь · f8 чёрный слон · g8 чёрный конь · h8 чёрная ладья · a7 чёрная пешка · b7 чёрная пешка · c7 чёрная пешка · d7 чёрная пешка · e7 чёрная пешка · f7 чёрная пешка · g7 чёрная пешка · h7 чёрная пешка · a2 белая пешка · b2 белая пешка · c2 белая пешка · d2 белая пешка · e2 белая пешка · f2 белая пешка · g2 белая пешка · h2 белая пешка · a1 белая ладья · b1 белый конь · c1 белый слон · d1 белый король · e1 белый ферзь · f1 белый слон · g1 белый конь · h1 белая ладья | a8 чёрная ладья · b8 чёрный конь · c8 чёрный слон · d8 чёрный король · e8 чёрный ферзь · f8 чёрный слон · g8 чёрный конь · h8 чёрная ладья · a7 чёрная пешка · b7 чёрная пешка · c7 чёрная пешка · d7 чёрная пешка · e7 чёрная пешка · f7 чёрная пешка · g7 чёрная пешка · h7 чёрная пешка · a2 белая пешка · b2 белая пешка · c2 белая пешка · d2 белая пешка · e2 белая пешка · f2 белая пешка · g2 белая пешка · h2 белая пешка · a1 белая ладья · b1 белый конь · c1 белый слон · d1 белый король · e1 белый ферзь · f1 белый слон · g1 белый конь · h1 белая ладья | 3 |
| 2 | a8 чёрная ладья · b8 чёрный конь · c8 чёрный слон · d8 чёрный король · e8 чёрный ферзь · f8 чёрный слон · g8 чёрный конь · h8 чёрная ладья · a7 чёрная пешка · b7 чёрная пешка · c7 чёрная пешка · d7 чёрная пешка · e7 чёрная пешка · f7 чёрная пешка · g7 чёрная пешка · h7 чёрная пешка · a2 белая пешка · b2 белая пешка · c2 белая пешка · d2 белая пешка · e2 белая пешка · f2 белая пешка · g2 белая пешка · h2 белая пешка · a1 белая ладья · b1 белый конь · c1 белый слон · d1 белый король · e1 белый ферзь · f1 белый слон · g1 белый конь · h1 белая ладья | a8 чёрная ладья · b8 чёрный конь · c8 чёрный слон · d8 чёрный король · e8 чёрный ферзь · f8 чёрный слон · g8 чёрный конь · h8 чёрная ладья · a7 чёрная пешка · b7 чёрная пешка · c7 чёрная пешка · d7 чёрная пешка · e7 чёрная пешка · f7 чёрная пешка · g7 чёрная пешка · h7 чёрная пешка · a2 белая пешка · b2 белая пешка · c2 белая пешка · d2 белая пешка · e2 белая пешка · f2 белая пешка · g2 белая пешка · h2 белая пешка · a1 белая ладья · b1 белый конь · c1 белый слон · d1 белый король · e1 белый ферзь · f1 белый слон · g1 белый конь · h1 белая ладья | a8 чёрная ладья · b8 чёрный конь · c8 чёрный слон · d8 чёрный король · e8 чёрный ферзь · f8 чёрный слон · g8 чёрный конь · h8 чёрная ладья · a7 чёрная пешка · b7 чёрная пешка · c7 чёрная пешка · d7 чёрная пешка · e7 чёрная пешка · f7 чёрная пешка · g7 чёрная пешка · h7 чёрная пешка · a2 белая пешка · b2 белая пешка · c2 белая пешка · d2 белая пешка · e2 белая пешка · f2 белая пешка · g2 белая пешка · h2 белая пешка · a1 белая ладья · b1 белый конь · c1 белый слон · d1 белый король · e1 белый ферзь · f1 белый слон · g1 белый конь · h1 белая ладья | a8 чёрная ладья · b8 чёрный конь · c8 чёрный слон · d8 чёрный король · e8 чёрный ферзь · f8 чёрный слон · g8 чёрный конь · h8 чёрная ладья · a7 чёрная пешка · b7 чёрная пешка · c7 чёрная пешка · d7 чёрная пешка · e7 чёрная пешка · f7 чёрная пешка · g7 чёрная пешка · h7 чёрная пешка · a2 белая пешка · b2 белая пешка · c2 белая пешка · d2 белая пешка · e2 белая пешка · f2 белая пешка · g2 белая пешка · h2 белая пешка · a1 белая ладья · b1 белый конь · c1 белый слон · d1 белый король · e1 белый ферзь · f1 белый слон · g1 белый конь · h1 белая ладья | a8 чёрная ладья · b8 чёрный конь · c8 чёрный слон · d8 чёрный король · e8 чёрный ферзь · f8 чёрный слон · g8 чёрный конь · h8 чёрная ладья · a7 чёрная пешка · b7 чёрная пешка · c7 чёрная пешка · d7 чёрная пешка · e7 чёрная пешка · f7 чёрная пешка · g7 чёрная пешка · h7 чёрная пешка · a2 белая пешка · b2 белая пешка · c2 белая пешка · d2 белая пешка · e2 белая пешка · f2 белая пешка · g2 белая пешка · h2 белая пешка · a1 белая ладья · b1 белый конь · c1 белый слон · d1 белый король · e1 белый ферзь · f1 белый слон · g1 белый конь · h1 белая ладья | a8 чёрная ладья · b8 чёрный конь · c8 чёрный слон · d8 чёрный король · e8 чёрный ферзь · f8 чёрный слон · g8 чёрный конь · h8 чёрная ладья · a7 чёрная пешка · b7 чёрная пешка · c7 чёрная пешка · d7 чёрная пешка · e7 чёрная пешка · f7 чёрная пешка · g7 чёрная пешка · h7 чёрная пешка · a2 белая пешка · b2 белая пешка · c2 белая пешка · d2 белая пешка · e2 белая пешка · f2 белая пешка · g2 белая пешка · h2 белая пешка · a1 белая ладья · b1 белый конь · c1 белый слон · d1 белый король · e1 белый ферзь · f1 белый слон · g1 белый конь · h1 белая ладья | a8 чёрная ладья · b8 чёрный конь · c8 чёрный слон · d8 чёрный король · e8 чёрный ферзь · f8 чёрный слон · g8 чёрный конь · h8 чёрная ладья · a7 чёрная пешка · b7 чёрная пешка · c7 чёрная пешка · d7 чёрная пешка · e7 чёрная пешка · f7 чёрная пешка · g7 чёрная пешка · h7 чёрная пешка · a2 белая пешка · b2 белая пешка · c2 белая пешка · d2 белая пешка · e2 белая пешка · f2 белая пешка · g2 белая пешка · h2 белая пешка · a1 белая ладья · b1 белый конь · c1 белый слон · d1 белый король · e1 белый ферзь · f1 белый слон · g1 белый конь · h1 белая ладья | a8 чёрная ладья · b8 чёрный конь · c8 чёрный слон · d8 чёрный король · e8 чёрный ферзь · f8 чёрный слон · g8 чёрный конь · h8 чёрная ладья · a7 чёрная пешка · b7 чёрная пешка · c7 чёрная пешка · d7 чёрная пешка · e7 чёрная пешка · f7 чёрная пешка · g7 чёрная пешка · h7 чёрная пешка · a2 белая пешка · b2 белая пешка · c2 белая пешка · d2 белая пешка · e2 белая пешка · f2 белая пешка · g2 белая пешка · h2 белая пешка · a1 белая ладья · b1 белый конь · c1 белый слон · d1 белый король · e1 белый ферзь · f1 белый слон · g1 белый конь · h1 белая ладья | 2 |
| 1 | a8 чёрная ладья · b8 чёрный конь · c8 чёрный слон · d8 чёрный король · e8 чёрный ферзь · f8 чёрный слон · g8 чёрный конь · h8 чёрная ладья · a7 чёрная пешка · b7 чёрная пешка · c7 чёрная пешка · d7 чёрная пешка · e7 чёрная пешка · f7 чёрная пешка · g7 чёрная пешка · h7 чёрная пешка · a2 белая пешка · b2 белая пешка · c2 белая пешка · d2 белая пешка · e2 белая пешка · f2 белая пешка · g2 белая пешка · h2 белая пешка · a1 белая ладья · b1 белый конь · c1 белый слон · d1 белый король · e1 белый ферзь · f1 белый слон · g1 белый конь · h1 белая ладья | a8 чёрная ладья · b8 чёрный конь · c8 чёрный слон · d8 чёрный король · e8 чёрный ферзь · f8 чёрный слон · g8 чёрный конь · h8 чёрная ладья · a7 чёрная пешка · b7 чёрная пешка · c7 чёрная пешка · d7 чёрная пешка · e7 чёрная пешка · f7 чёрная пешка · g7 чёрная пешка · h7 чёрная пешка · a2 белая пешка · b2 белая пешка · c2 белая пешка · d2 белая пешка · e2 белая пешка · f2 белая пешка · g2 белая пешка · h2 белая пешка · a1 белая ладья · b1 белый конь · c1 белый слон · d1 белый король · e1 белый ферзь · f1 белый слон · g1 белый конь · h1 белая ладья | a8 чёрная ладья · b8 чёрный конь · c8 чёрный слон · d8 чёрный король · e8 чёрный ферзь · f8 чёрный слон · g8 чёрный конь · h8 чёрная ладья · a7 чёрная пешка · b7 чёрная пешка · c7 чёрная пешка · d7 чёрная пешка · e7 чёрная пешка · f7 чёрная пешка · g7 чёрная пешка · h7 чёрная пешка · a2 белая пешка · b2 белая пешка · c2 белая пешка · d2 белая пешка · e2 белая пешка · f2 белая пешка · g2 белая пешка · h2 белая пешка · a1 белая ладья · b1 белый конь · c1 белый слон · d1 белый король · e1 белый ферзь · f1 белый слон · g1 белый конь · h1 белая ладья | a8 чёрная ладья · b8 чёрный конь · c8 чёрный слон · d8 чёрный король · e8 чёрный ферзь · f8 чёрный слон · g8 чёрный конь · h8 чёрная ладья · a7 чёрная пешка · b7 чёрная пешка · c7 чёрная пешка · d7 чёрная пешка · e7 чёрная пешка · f7 чёрная пешка · g7 чёрная пешка · h7 чёрная пешка · a2 белая пешка · b2 белая пешка · c2 белая пешка · d2 белая пешка · e2 белая пешка · f2 белая пешка · g2 белая пешка · h2 белая пешка · a1 белая ладья · b1 белый конь · c1 белый слон · d1 белый король · e1 белый ферзь · f1 белый слон · g1 белый конь · h1 белая ладья | a8 чёрная ладья · b8 чёрный конь · c8 чёрный слон · d8 чёрный король · e8 чёрный ферзь · f8 чёрный слон · g8 чёрный конь · h8 чёрная ладья · a7 чёрная пешка · b7 чёрная пешка · c7 чёрная пешка · d7 чёрная пешка · e7 чёрная пешка · f7 чёрная пешка · g7 чёрная пешка · h7 чёрная пешка · a2 белая пешка · b2 белая пешка · c2 белая пешка · d2 белая пешка · e2 белая пешка · f2 белая пешка · g2 белая пешка · h2 белая пешка · a1 белая ладья · b1 белый конь · c1 белый слон · d1 белый король · e1 белый ферзь · f1 белый слон · g1 белый конь · h1 белая ладья | a8 чёрная ладья · b8 чёрный конь · c8 чёрный слон · d8 чёрный король · e8 чёрный ферзь · f8 чёрный слон · g8 чёрный конь · h8 чёрная ладья · a7 чёрная пешка · b7 чёрная пешка · c7 чёрная пешка · d7 чёрная пешка · e7 чёрная пешка · f7 чёрная пешка · g7 чёрная пешка · h7 чёрная пешка · a2 белая пешка · b2 белая пешка · c2 белая пешка · d2 белая пешка · e2 белая пешка · f2 белая пешка · g2 белая пешка · h2 белая пешка · a1 белая ладья · b1 белый конь · c1 белый слон · d1 белый король · e1 белый ферзь · f1 белый слон · g1 белый конь · h1 белая ладья | a8 чёрная ладья · b8 чёрный конь · c8 чёрный слон · d8 чёрный король · e8 чёрный ферзь · f8 чёрный слон · g8 чёрный конь · h8 чёрная ладья · a7 чёрная пешка · b7 чёрная пешка · c7 чёрная пешка · d7 чёрная пешка · e7 чёрная пешка · f7 чёрная пешка · g7 чёрная пешка · h7 чёрная пешка · a2 белая пешка · b2 белая пешка · c2 белая пешка · d2 белая пешка · e2 белая пешка · f2 белая пешка · g2 белая пешка · h2 белая пешка · a1 белая ладья · b1 белый конь · c1 белый слон · d1 белый король · e1 белый ферзь · f1 белый слон · g1 белый конь · h1 белая ладья | a8 чёрная ладья · b8 чёрный конь · c8 чёрный слон · d8 чёрный король · e8 чёрный ферзь · f8 чёрный слон · g8 чёрный конь · h8 чёрная ладья · a7 чёрная пешка · b7 чёрная пешка · c7 чёрная пешка · d7 чёрная пешка · e7 чёрная пешка · f7 чёрная пешка · g7 чёрная пешка · h7 чёрная пешка · a2 белая пешка · b2 белая пешка · c2 белая пешка · d2 белая пешка · e2 белая пешка · f2 белая пешка · g2 белая пешка · h2 белая пешка · a1 белая ладья · b1 белый конь · c1 белый слон · d1 белый король · e1 белый ферзь · f1 белый слон · g1 белый конь · h1 белая ладья | 1 |
|   | a | b | c | d | e | f | g | h |   |

В шатрандж играли на квадратной доске размером 8×8 полей, аналогичной шахматной. В игре участвовали два игрока, каждый из них имел по одному комплекту фигур своего цвета; в средневековых манускриптах стороны обычно называются красными и чёрными, реже белыми и чёрными. В начале партии фигуры располагаются по противоположным сторонам доски, полностью аналогично современным шахматам, за исключением того, что королей и ферзей можно было поменять местами в начальной расстановке фигур, но короли в любом случае должны были стоять друг напротив друга.
В комплект для игры в шатрандж входят следующие фигуры:
- Король (шах, перс. شاه‎), как в современных шахматах, ходит на одно поле в любом направлении, кроме полей, находящихся под ударом фигуры другого цвета. Ситуация, когда король находится под боем (может быть взят противником на следующем ходу), называется шах. Игрок, чей король оказался под шахом, должен следующим ходом вывести его из-под шаха или закрыться от шаха.
- Ладья (рух, перс. رخ‎), как в современных шахматах, перемещается по вертикали или горизонтали на любое количество полей.
- Слон (филь (перс. فیل‎), пиль (перс. پيل‎)) ходит по диагонали через одно поле в любом направлении, причём поле, через которое делается ход, может быть занято. Слон таким образом за всю партию мог попасть только на восемь полей доски и не мог напасть на слона противника, даже ходящего по полям того же цвета.
- Конь (фарас), как в современных шахматах, перемещается «Г-образным» ходом и может «перепрыгивать» фигуры.
- Ферзь (фарзин, перс. فرزين‎) — предшественник современного ферзя, однако перемещался только на одно поле по диагонали в любом направлении. Таким образом, ферзь мог ходить только по полям одного цвета (как слон). Ферзи в начальной позиции стояли на полях противоположного цвета, так что ферзь одного игрока не мог напасть на ферзя противника (за исключением ферзей, появившихся в результате превращения пешек).
- Пешка (байдак, от перс. پیاده‎, piyādeh) ходит на одно поле вперёд и бьёт по диагонали на одно поле вперёд (как в современных шахматах, за исключением того, что не имеет хода на два поля из начальной позиции и соответственно взятия на проходе). Пешка, достигшая конца доски, превращается в ферзя, при этом возможное количество ферзей на доске не ограничивалось[2].

Игроки делают ходы по очереди, как в современной игре. Фигура может быть поставлена на пустое поле доски или на поле, занятое фигурой противника. Во втором случае фигура противника считается взятой, снимается с доски и более в игре не участвует. Побеждает игрок, который объявил мат королю противника, съел все его фигуры (оставил «голого» короля) или добился положения, при котором противник не может пойти ни одной фигурой (пат, по правилам современных шахмат — это ничья). Если «голый» король следующим ходом тоже съедал последнюю фигуру другого цвета, объявлялась ничья, но в Хиджазе за королём такого последнего хода не признавалось (источникам эта региональная вариация правил известна как «мединская победа»).

## История

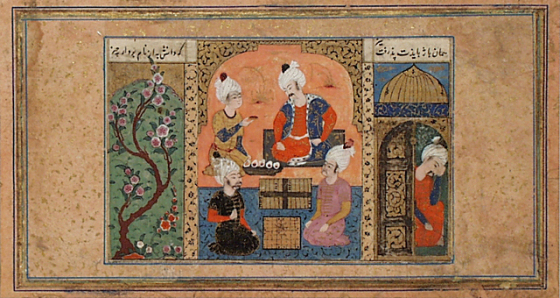
Бозоргмехр показывает шатрандж Хосрову I. Персидская миниатюра XIV века (иллюстрация к поэме «Шахнаме»).

Первое упоминание шатранджа встречается в литературном памятнике на среднеперсидском языке, известном как «Книга деяний Ардашира сына Папака». Согласно ей, правитель III века Ардашир Папакан превзошёл всех в ряде занятий, включая и шатрандж. Изобретение индийской игры чатуранги, предшественника шатранджа, датируется примерно VI веком, так что это упоминание следует понимать только как доказательство существования игры к моменту создания текста, сама датировка которого неясна, но не ранее VII века (книга дошла в позднейших рукописях).
«Чатранг-Намак» («Трактат о шахматах») государственного деятеля VI века Бозоргмехра рассказывает о появлении в Персии шахмат и происхождении нардов, связывая оба события с правлением Хосрова I, визирем при котором был Бозоргмехр: богато украшенный комплект шахмат, согласно трактату, Хосров получил в дар от индийского принца. «Трактат о шахматах» ещё не даёт подробного описания шатранджа, но уже определяет его как игру для двух игроков и содержит названия фигур. Эта же история воспроизведена в поэме «Шахнаме» (рубеж IX—X веков), и эта датировка в целом признаётся достаточно достоверной. Современные исследователи предполагают, что дарителем мог быть правитель Каннауджа Шарваварман из династии Маухари.
Древнейшей археологической находкой считаются семь фигурок, обнаруженных в 1977 году экспедицией под руководством Юрия Бурякова на городище Афрасиаб (современный Самарканд) и датируемых VII или VIII веком (в том же слое была обнаружена монета 712 года).
Из Персии шатрандж попал в арабский мир. «Золотым веком» шатранджа считается период примерно в 150 лет от правления халифа Харуна ар-Рашида (786—809 годы) до середины X века. Из сильнейших игроков и авторов трактатов, обучающих искусству шатранджа, наиболее известны Абу Наим аль-Хадим, Зайраб Катай, Адли, ар-Рази (IX век), Ладжладж и Сули (X век). Пользовались популярностью мансубы (задачи, главным образом на быстрый выигрыш комбинацией). Сохранились «шахматные легенды», в которых драматическая история (например, игрока, который ставил на кон что-то последнее, особенно дорогое, и оказывался в последней партии в положении, выглядящем безнадёжным) соединялась с задачей, решение которой обычно достигалось неожиданной и красивой комбинацией (см., например, Мат Диларам).

Неваши Лал (?). Придворные дамы, играющие в шахматы, 1780—1800

Имелась достаточно интересная форма игры в шатрандж: мастер разрабатывал позицию и предлагал желающим сыграть с ним из этой позиции на ставку, причём противнику предлагалось самому выбрать, каким цветом играть. Для таких игр разрабатывались позиции, в которых, на первый взгляд, одна из сторон имела серьёзное преимущество, однако это преимущество могло быть сведено на нет каким-либо неожиданным ходом.
В IX веке, в период завоевания арабами Испании, шатрандж попал в Западную Европу, где и превратился в современные шахматы. Тогда же или несколько раньше через Среднюю Азию игра попала на Русь, уже под современным названием «шахматы», которое было принято у персов и таджиков.
Шатрандж сохранял популярность в XVIII—XIX веках, хотя в Индию уже проникли европейские шахматы. На картине художника Неваши Лала «Придворные дамы, играющие в шахматы» персонажи играют в шатрандж с помощью комплекта изготовленных в Европе шахматных фигур.

## Стратегия игры
|   | a | b | c | d | e | f | g | h |   |
| - | --- | --- | --- | --- | --- | --- | --- | --- | - |
| 8 | b8 чёрная ладья · c8 чёрный слон · d8 чёрный ферзь · e8 чёрный король · f8 чёрный слон · g8 чёрная ладья · a7 чёрная пешка · h7 чёрная пешка · b6 чёрная пешка · c6 чёрный конь · d6 чёрная пешка · e6 чёрная пешка · f6 чёрный конь · g6 чёрная пешка · c5 чёрная пешка · f5 чёрная пешка · c4 белая пешка · f4 белая пешка · b3 белая пешка · c3 белый конь · d3 белая пешка · e3 белая пешка · f3 белый конь · g3 белая пешка · a2 белая пешка · h2 белая пешка · b1 белая ладья · c1 белый слон · d1 белый ферзь · e1 белый король · f1 белый слон · g1 белая ладья | b8 чёрная ладья · c8 чёрный слон · d8 чёрный ферзь · e8 чёрный король · f8 чёрный слон · g8 чёрная ладья · a7 чёрная пешка · h7 чёрная пешка · b6 чёрная пешка · c6 чёрный конь · d6 чёрная пешка · e6 чёрная пешка · f6 чёрный конь · g6 чёрная пешка · c5 чёрная пешка · f5 чёрная пешка · c4 белая пешка · f4 белая пешка · b3 белая пешка · c3 белый конь · d3 белая пешка · e3 белая пешка · f3 белый конь · g3 белая пешка · a2 белая пешка · h2 белая пешка · b1 белая ладья · c1 белый слон · d1 белый ферзь · e1 белый король · f1 белый слон · g1 белая ладья | b8 чёрная ладья · c8 чёрный слон · d8 чёрный ферзь · e8 чёрный король · f8 чёрный слон · g8 чёрная ладья · a7 чёрная пешка · h7 чёрная пешка · b6 чёрная пешка · c6 чёрный конь · d6 чёрная пешка · e6 чёрная пешка · f6 чёрный конь · g6 чёрная пешка · c5 чёрная пешка · f5 чёрная пешка · c4 белая пешка · f4 белая пешка · b3 белая пешка · c3 белый конь · d3 белая пешка · e3 белая пешка · f3 белый конь · g3 белая пешка · a2 белая пешка · h2 белая пешка · b1 белая ладья · c1 белый слон · d1 белый ферзь · e1 белый король · f1 белый слон · g1 белая ладья | b8 чёрная ладья · c8 чёрный слон · d8 чёрный ферзь · e8 чёрный король · f8 чёрный слон · g8 чёрная ладья · a7 чёрная пешка · h7 чёрная пешка · b6 чёрная пешка · c6 чёрный конь · d6 чёрная пешка · e6 чёрная пешка · f6 чёрный конь · g6 чёрная пешка · c5 чёрная пешка · f5 чёрная пешка · c4 белая пешка · f4 белая пешка · b3 белая пешка · c3 белый конь · d3 белая пешка · e3 белая пешка · f3 белый конь · g3 белая пешка · a2 белая пешка · h2 белая пешка · b1 белая ладья · c1 белый слон · d1 белый ферзь · e1 белый король · f1 белый слон · g1 белая ладья | b8 чёрная ладья · c8 чёрный слон · d8 чёрный ферзь · e8 чёрный король · f8 чёрный слон · g8 чёрная ладья · a7 чёрная пешка · h7 чёрная пешка · b6 чёрная пешка · c6 чёрный конь · d6 чёрная пешка · e6 чёрная пешка · f6 чёрный конь · g6 чёрная пешка · c5 чёрная пешка · f5 чёрная пешка · c4 белая пешка · f4 белая пешка · b3 белая пешка · c3 белый конь · d3 белая пешка · e3 белая пешка · f3 белый конь · g3 белая пешка · a2 белая пешка · h2 белая пешка · b1 белая ладья · c1 белый слон · d1 белый ферзь · e1 белый король · f1 белый слон · g1 белая ладья | b8 чёрная ладья · c8 чёрный слон · d8 чёрный ферзь · e8 чёрный король · f8 чёрный слон · g8 чёрная ладья · a7 чёрная пешка · h7 чёрная пешка · b6 чёрная пешка · c6 чёрный конь · d6 чёрная пешка · e6 чёрная пешка · f6 чёрный конь · g6 чёрная пешка · c5 чёрная пешка · f5 чёрная пешка · c4 белая пешка · f4 белая пешка · b3 белая пешка · c3 белый конь · d3 белая пешка · e3 белая пешка · f3 белый конь · g3 белая пешка · a2 белая пешка · h2 белая пешка · b1 белая ладья · c1 белый слон · d1 белый ферзь · e1 белый король · f1 белый слон · g1 белая ладья | b8 чёрная ладья · c8 чёрный слон · d8 чёрный ферзь · e8 чёрный король · f8 чёрный слон · g8 чёрная ладья · a7 чёрная пешка · h7 чёрная пешка · b6 чёрная пешка · c6 чёрный конь · d6 чёрная пешка · e6 чёрная пешка · f6 чёрный конь · g6 чёрная пешка · c5 чёрная пешка · f5 чёрная пешка · c4 белая пешка · f4 белая пешка · b3 белая пешка · c3 белый конь · d3 белая пешка · e3 белая пешка · f3 белый конь · g3 белая пешка · a2 белая пешка · h2 белая пешка · b1 белая ладья · c1 белый слон · d1 белый ферзь · e1 белый король · f1 белый слон · g1 белая ладья | b8 чёрная ладья · c8 чёрный слон · d8 чёрный ферзь · e8 чёрный король · f8 чёрный слон · g8 чёрная ладья · a7 чёрная пешка · h7 чёрная пешка · b6 чёрная пешка · c6 чёрный конь · d6 чёрная пешка · e6 чёрная пешка · f6 чёрный конь · g6 чёрная пешка · c5 чёрная пешка · f5 чёрная пешка · c4 белая пешка · f4 белая пешка · b3 белая пешка · c3 белый конь · d3 белая пешка · e3 белая пешка · f3 белый конь · g3 белая пешка · a2 белая пешка · h2 белая пешка · b1 белая ладья · c1 белый слон · d1 белый ферзь · e1 белый король · f1 белый слон · g1 белая ладья | 8 |
| 7 | b8 чёрная ладья · c8 чёрный слон · d8 чёрный ферзь · e8 чёрный король · f8 чёрный слон · g8 чёрная ладья · a7 чёрная пешка · h7 чёрная пешка · b6 чёрная пешка · c6 чёрный конь · d6 чёрная пешка · e6 чёрная пешка · f6 чёрный конь · g6 чёрная пешка · c5 чёрная пешка · f5 чёрная пешка · c4 белая пешка · f4 белая пешка · b3 белая пешка · c3 белый конь · d3 белая пешка · e3 белая пешка · f3 белый конь · g3 белая пешка · a2 белая пешка · h2 белая пешка · b1 белая ладья · c1 белый слон · d1 белый ферзь · e1 белый король · f1 белый слон · g1 белая ладья | b8 чёрная ладья · c8 чёрный слон · d8 чёрный ферзь · e8 чёрный король · f8 чёрный слон · g8 чёрная ладья · a7 чёрная пешка · h7 чёрная пешка · b6 чёрная пешка · c6 чёрный конь · d6 чёрная пешка · e6 чёрная пешка · f6 чёрный конь · g6 чёрная пешка · c5 чёрная пешка · f5 чёрная пешка · c4 белая пешка · f4 белая пешка · b3 белая пешка · c3 белый конь · d3 белая пешка · e3 белая пешка · f3 белый конь · g3 белая пешка · a2 белая пешка · h2 белая пешка · b1 белая ладья · c1 белый слон · d1 белый ферзь · e1 белый король · f1 белый слон · g1 белая ладья | b8 чёрная ладья · c8 чёрный слон · d8 чёрный ферзь · e8 чёрный король · f8 чёрный слон · g8 чёрная ладья · a7 чёрная пешка · h7 чёрная пешка · b6 чёрная пешка · c6 чёрный конь · d6 чёрная пешка · e6 чёрная пешка · f6 чёрный конь · g6 чёрная пешка · c5 чёрная пешка · f5 чёрная пешка · c4 белая пешка · f4 белая пешка · b3 белая пешка · c3 белый конь · d3 белая пешка · e3 белая пешка · f3 белый конь · g3 белая пешка · a2 белая пешка · h2 белая пешка · b1 белая ладья · c1 белый слон · d1 белый ферзь · e1 белый король · f1 белый слон · g1 белая ладья | b8 чёрная ладья · c8 чёрный слон · d8 чёрный ферзь · e8 чёрный король · f8 чёрный слон · g8 чёрная ладья · a7 чёрная пешка · h7 чёрная пешка · b6 чёрная пешка · c6 чёрный конь · d6 чёрная пешка · e6 чёрная пешка · f6 чёрный конь · g6 чёрная пешка · c5 чёрная пешка · f5 чёрная пешка · c4 белая пешка · f4 белая пешка · b3 белая пешка · c3 белый конь · d3 белая пешка · e3 белая пешка · f3 белый конь · g3 белая пешка · a2 белая пешка · h2 белая пешка · b1 белая ладья · c1 белый слон · d1 белый ферзь · e1 белый король · f1 белый слон · g1 белая ладья | b8 чёрная ладья · c8 чёрный слон · d8 чёрный ферзь · e8 чёрный король · f8 чёрный слон · g8 чёрная ладья · a7 чёрная пешка · h7 чёрная пешка · b6 чёрная пешка · c6 чёрный конь · d6 чёрная пешка · e6 чёрная пешка · f6 чёрный конь · g6 чёрная пешка · c5 чёрная пешка · f5 чёрная пешка · c4 белая пешка · f4 белая пешка · b3 белая пешка · c3 белый конь · d3 белая пешка · e3 белая пешка · f3 белый конь · g3 белая пешка · a2 белая пешка · h2 белая пешка · b1 белая ладья · c1 белый слон · d1 белый ферзь · e1 белый король · f1 белый слон · g1 белая ладья | b8 чёрная ладья · c8 чёрный слон · d8 чёрный ферзь · e8 чёрный король · f8 чёрный слон · g8 чёрная ладья · a7 чёрная пешка · h7 чёрная пешка · b6 чёрная пешка · c6 чёрный конь · d6 чёрная пешка · e6 чёрная пешка · f6 чёрный конь · g6 чёрная пешка · c5 чёрная пешка · f5 чёрная пешка · c4 белая пешка · f4 белая пешка · b3 белая пешка · c3 белый конь · d3 белая пешка · e3 белая пешка · f3 белый конь · g3 белая пешка · a2 белая пешка · h2 белая пешка · b1 белая ладья · c1 белый слон · d1 белый ферзь · e1 белый король · f1 белый слон · g1 белая ладья | b8 чёрная ладья · c8 чёрный слон · d8 чёрный ферзь · e8 чёрный король · f8 чёрный слон · g8 чёрная ладья · a7 чёрная пешка · h7 чёрная пешка · b6 чёрная пешка · c6 чёрный конь · d6 чёрная пешка · e6 чёрная пешка · f6 чёрный конь · g6 чёрная пешка · c5 чёрная пешка · f5 чёрная пешка · c4 белая пешка · f4 белая пешка · b3 белая пешка · c3 белый конь · d3 белая пешка · e3 белая пешка · f3 белый конь · g3 белая пешка · a2 белая пешка · h2 белая пешка · b1 белая ладья · c1 белый слон · d1 белый ферзь · e1 белый король · f1 белый слон · g1 белая ладья | b8 чёрная ладья · c8 чёрный слон · d8 чёрный ферзь · e8 чёрный король · f8 чёрный слон · g8 чёрная ладья · a7 чёрная пешка · h7 чёрная пешка · b6 чёрная пешка · c6 чёрный конь · d6 чёрная пешка · e6 чёрная пешка · f6 чёрный конь · g6 чёрная пешка · c5 чёрная пешка · f5 чёрная пешка · c4 белая пешка · f4 белая пешка · b3 белая пешка · c3 белый конь · d3 белая пешка · e3 белая пешка · f3 белый конь · g3 белая пешка · a2 белая пешка · h2 белая пешка · b1 белая ладья · c1 белый слон · d1 белый ферзь · e1 белый король · f1 белый слон · g1 белая ладья | 7 |
| 6 | b8 чёрная ладья · c8 чёрный слон · d8 чёрный ферзь · e8 чёрный король · f8 чёрный слон · g8 чёрная ладья · a7 чёрная пешка · h7 чёрная пешка · b6 чёрная пешка · c6 чёрный конь · d6 чёрная пешка · e6 чёрная пешка · f6 чёрный конь · g6 чёрная пешка · c5 чёрная пешка · f5 чёрная пешка · c4 белая пешка · f4 белая пешка · b3 белая пешка · c3 белый конь · d3 белая пешка · e3 белая пешка · f3 белый конь · g3 белая пешка · a2 белая пешка · h2 белая пешка · b1 белая ладья · c1 белый слон · d1 белый ферзь · e1 белый король · f1 белый слон · g1 белая ладья | b8 чёрная ладья · c8 чёрный слон · d8 чёрный ферзь · e8 чёрный король · f8 чёрный слон · g8 чёрная ладья · a7 чёрная пешка · h7 чёрная пешка · b6 чёрная пешка · c6 чёрный конь · d6 чёрная пешка · e6 чёрная пешка · f6 чёрный конь · g6 чёрная пешка · c5 чёрная пешка · f5 чёрная пешка · c4 белая пешка · f4 белая пешка · b3 белая пешка · c3 белый конь · d3 белая пешка · e3 белая пешка · f3 белый конь · g3 белая пешка · a2 белая пешка · h2 белая пешка · b1 белая ладья · c1 белый слон · d1 белый ферзь · e1 белый король · f1 белый слон · g1 белая ладья | b8 чёрная ладья · c8 чёрный слон · d8 чёрный ферзь · e8 чёрный король · f8 чёрный слон · g8 чёрная ладья · a7 чёрная пешка · h7 чёрная пешка · b6 чёрная пешка · c6 чёрный конь · d6 чёрная пешка · e6 чёрная пешка · f6 чёрный конь · g6 чёрная пешка · c5 чёрная пешка · f5 чёрная пешка · c4 белая пешка · f4 белая пешка · b3 белая пешка · c3 белый конь · d3 белая пешка · e3 белая пешка · f3 белый конь · g3 белая пешка · a2 белая пешка · h2 белая пешка · b1 белая ладья · c1 белый слон · d1 белый ферзь · e1 белый король · f1 белый слон · g1 белая ладья | b8 чёрная ладья · c8 чёрный слон · d8 чёрный ферзь · e8 чёрный король · f8 чёрный слон · g8 чёрная ладья · a7 чёрная пешка · h7 чёрная пешка · b6 чёрная пешка · c6 чёрный конь · d6 чёрная пешка · e6 чёрная пешка · f6 чёрный конь · g6 чёрная пешка · c5 чёрная пешка · f5 чёрная пешка · c4 белая пешка · f4 белая пешка · b3 белая пешка · c3 белый конь · d3 белая пешка · e3 белая пешка · f3 белый конь · g3 белая пешка · a2 белая пешка · h2 белая пешка · b1 белая ладья · c1 белый слон · d1 белый ферзь · e1 белый король · f1 белый слон · g1 белая ладья | b8 чёрная ладья · c8 чёрный слон · d8 чёрный ферзь · e8 чёрный король · f8 чёрный слон · g8 чёрная ладья · a7 чёрная пешка · h7 чёрная пешка · b6 чёрная пешка · c6 чёрный конь · d6 чёрная пешка · e6 чёрная пешка · f6 чёрный конь · g6 чёрная пешка · c5 чёрная пешка · f5 чёрная пешка · c4 белая пешка · f4 белая пешка · b3 белая пешка · c3 белый конь · d3 белая пешка · e3 белая пешка · f3 белый конь · g3 белая пешка · a2 белая пешка · h2 белая пешка · b1 белая ладья · c1 белый слон · d1 белый ферзь · e1 белый король · f1 белый слон · g1 белая ладья | b8 чёрная ладья · c8 чёрный слон · d8 чёрный ферзь · e8 чёрный король · f8 чёрный слон · g8 чёрная ладья · a7 чёрная пешка · h7 чёрная пешка · b6 чёрная пешка · c6 чёрный конь · d6 чёрная пешка · e6 чёрная пешка · f6 чёрный конь · g6 чёрная пешка · c5 чёрная пешка · f5 чёрная пешка · c4 белая пешка · f4 белая пешка · b3 белая пешка · c3 белый конь · d3 белая пешка · e3 белая пешка · f3 белый конь · g3 белая пешка · a2 белая пешка · h2 белая пешка · b1 белая ладья · c1 белый слон · d1 белый ферзь · e1 белый король · f1 белый слон · g1 белая ладья | b8 чёрная ладья · c8 чёрный слон · d8 чёрный ферзь · e8 чёрный король · f8 чёрный слон · g8 чёрная ладья · a7 чёрная пешка · h7 чёрная пешка · b6 чёрная пешка · c6 чёрный конь · d6 чёрная пешка · e6 чёрная пешка · f6 чёрный конь · g6 чёрная пешка · c5 чёрная пешка · f5 чёрная пешка · c4 белая пешка · f4 белая пешка · b3 белая пешка · c3 белый конь · d3 белая пешка · e3 белая пешка · f3 белый конь · g3 белая пешка · a2 белая пешка · h2 белая пешка · b1 белая ладья · c1 белый слон · d1 белый ферзь · e1 белый король · f1 белый слон · g1 белая ладья | b8 чёрная ладья · c8 чёрный слон · d8 чёрный ферзь · e8 чёрный король · f8 чёрный слон · g8 чёрная ладья · a7 чёрная пешка · h7 чёрная пешка · b6 чёрная пешка · c6 чёрный конь · d6 чёрная пешка · e6 чёрная пешка · f6 чёрный конь · g6 чёрная пешка · c5 чёрная пешка · f5 чёрная пешка · c4 белая пешка · f4 белая пешка · b3 белая пешка · c3 белый конь · d3 белая пешка · e3 белая пешка · f3 белый конь · g3 белая пешка · a2 белая пешка · h2 белая пешка · b1 белая ладья · c1 белый слон · d1 белый ферзь · e1 белый король · f1 белый слон · g1 белая ладья | 6 |
| 5 | b8 чёрная ладья · c8 чёрный слон · d8 чёрный ферзь · e8 чёрный король · f8 чёрный слон · g8 чёрная ладья · a7 чёрная пешка · h7 чёрная пешка · b6 чёрная пешка · c6 чёрный конь · d6 чёрная пешка · e6 чёрная пешка · f6 чёрный конь · g6 чёрная пешка · c5 чёрная пешка · f5 чёрная пешка · c4 белая пешка · f4 белая пешка · b3 белая пешка · c3 белый конь · d3 белая пешка · e3 белая пешка · f3 белый конь · g3 белая пешка · a2 белая пешка · h2 белая пешка · b1 белая ладья · c1 белый слон · d1 белый ферзь · e1 белый король · f1 белый слон · g1 белая ладья | b8 чёрная ладья · c8 чёрный слон · d8 чёрный ферзь · e8 чёрный король · f8 чёрный слон · g8 чёрная ладья · a7 чёрная пешка · h7 чёрная пешка · b6 чёрная пешка · c6 чёрный конь · d6 чёрная пешка · e6 чёрная пешка · f6 чёрный конь · g6 чёрная пешка · c5 чёрная пешка · f5 чёрная пешка · c4 белая пешка · f4 белая пешка · b3 белая пешка · c3 белый конь · d3 белая пешка · e3 белая пешка · f3 белый конь · g3 белая пешка · a2 белая пешка · h2 белая пешка · b1 белая ладья · c1 белый слон · d1 белый ферзь · e1 белый король · f1 белый слон · g1 белая ладья | b8 чёрная ладья · c8 чёрный слон · d8 чёрный ферзь · e8 чёрный король · f8 чёрный слон · g8 чёрная ладья · a7 чёрная пешка · h7 чёрная пешка · b6 чёрная пешка · c6 чёрный конь · d6 чёрная пешка · e6 чёрная пешка · f6 чёрный конь · g6 чёрная пешка · c5 чёрная пешка · f5 чёрная пешка · c4 белая пешка · f4 белая пешка · b3 белая пешка · c3 белый конь · d3 белая пешка · e3 белая пешка · f3 белый конь · g3 белая пешка · a2 белая пешка · h2 белая пешка · b1 белая ладья · c1 белый слон · d1 белый ферзь · e1 белый король · f1 белый слон · g1 белая ладья | b8 чёрная ладья · c8 чёрный слон · d8 чёрный ферзь · e8 чёрный король · f8 чёрный слон · g8 чёрная ладья · a7 чёрная пешка · h7 чёрная пешка · b6 чёрная пешка · c6 чёрный конь · d6 чёрная пешка · e6 чёрная пешка · f6 чёрный конь · g6 чёрная пешка · c5 чёрная пешка · f5 чёрная пешка · c4 белая пешка · f4 белая пешка · b3 белая пешка · c3 белый конь · d3 белая пешка · e3 белая пешка · f3 белый конь · g3 белая пешка · a2 белая пешка · h2 белая пешка · b1 белая ладья · c1 белый слон · d1 белый ферзь · e1 белый король · f1 белый слон · g1 белая ладья | b8 чёрная ладья · c8 чёрный слон · d8 чёрный ферзь · e8 чёрный король · f8 чёрный слон · g8 чёрная ладья · a7 чёрная пешка · h7 чёрная пешка · b6 чёрная пешка · c6 чёрный конь · d6 чёрная пешка · e6 чёрная пешка · f6 чёрный конь · g6 чёрная пешка · c5 чёрная пешка · f5 чёрная пешка · c4 белая пешка · f4 белая пешка · b3 белая пешка · c3 белый конь · d3 белая пешка · e3 белая пешка · f3 белый конь · g3 белая пешка · a2 белая пешка · h2 белая пешка · b1 белая ладья · c1 белый слон · d1 белый ферзь · e1 белый король · f1 белый слон · g1 белая ладья | b8 чёрная ладья · c8 чёрный слон · d8 чёрный ферзь · e8 чёрный король · f8 чёрный слон · g8 чёрная ладья · a7 чёрная пешка · h7 чёрная пешка · b6 чёрная пешка · c6 чёрный конь · d6 чёрная пешка · e6 чёрная пешка · f6 чёрный конь · g6 чёрная пешка · c5 чёрная пешка · f5 чёрная пешка · c4 белая пешка · f4 белая пешка · b3 белая пешка · c3 белый конь · d3 белая пешка · e3 белая пешка · f3 белый конь · g3 белая пешка · a2 белая пешка · h2 белая пешка · b1 белая ладья · c1 белый слон · d1 белый ферзь · e1 белый король · f1 белый слон · g1 белая ладья | b8 чёрная ладья · c8 чёрный слон · d8 чёрный ферзь · e8 чёрный король · f8 чёрный слон · g8 чёрная ладья · a7 чёрная пешка · h7 чёрная пешка · b6 чёрная пешка · c6 чёрный конь · d6 чёрная пешка · e6 чёрная пешка · f6 чёрный конь · g6 чёрная пешка · c5 чёрная пешка · f5 чёрная пешка · c4 белая пешка · f4 белая пешка · b3 белая пешка · c3 белый конь · d3 белая пешка · e3 белая пешка · f3 белый конь · g3 белая пешка · a2 белая пешка · h2 белая пешка · b1 белая ладья · c1 белый слон · d1 белый ферзь · e1 белый король · f1 белый слон · g1 белая ладья | b8 чёрная ладья · c8 чёрный слон · d8 чёрный ферзь · e8 чёрный король · f8 чёрный слон · g8 чёрная ладья · a7 чёрная пешка · h7 чёрная пешка · b6 чёрная пешка · c6 чёрный конь · d6 чёрная пешка · e6 чёрная пешка · f6 чёрный конь · g6 чёрная пешка · c5 чёрная пешка · f5 чёрная пешка · c4 белая пешка · f4 белая пешка · b3 белая пешка · c3 белый конь · d3 белая пешка · e3 белая пешка · f3 белый конь · g3 белая пешка · a2 белая пешка · h2 белая пешка · b1 белая ладья · c1 белый слон · d1 белый ферзь · e1 белый король · f1 белый слон · g1 белая ладья | 5 |
| 4 | b8 чёрная ладья · c8 чёрный слон · d8 чёрный ферзь · e8 чёрный король · f8 чёрный слон · g8 чёрная ладья · a7 чёрная пешка · h7 чёрная пешка · b6 чёрная пешка · c6 чёрный конь · d6 чёрная пешка · e6 чёрная пешка · f6 чёрный конь · g6 чёрная пешка · c5 чёрная пешка · f5 чёрная пешка · c4 белая пешка · f4 белая пешка · b3 белая пешка · c3 белый конь · d3 белая пешка · e3 белая пешка · f3 белый конь · g3 белая пешка · a2 белая пешка · h2 белая пешка · b1 белая ладья · c1 белый слон · d1 белый ферзь · e1 белый король · f1 белый слон · g1 белая ладья | b8 чёрная ладья · c8 чёрный слон · d8 чёрный ферзь · e8 чёрный король · f8 чёрный слон · g8 чёрная ладья · a7 чёрная пешка · h7 чёрная пешка · b6 чёрная пешка · c6 чёрный конь · d6 чёрная пешка · e6 чёрная пешка · f6 чёрный конь · g6 чёрная пешка · c5 чёрная пешка · f5 чёрная пешка · c4 белая пешка · f4 белая пешка · b3 белая пешка · c3 белый конь · d3 белая пешка · e3 белая пешка · f3 белый конь · g3 белая пешка · a2 белая пешка · h2 белая пешка · b1 белая ладья · c1 белый слон · d1 белый ферзь · e1 белый король · f1 белый слон · g1 белая ладья | b8 чёрная ладья · c8 чёрный слон · d8 чёрный ферзь · e8 чёрный король · f8 чёрный слон · g8 чёрная ладья · a7 чёрная пешка · h7 чёрная пешка · b6 чёрная пешка · c6 чёрный конь · d6 чёрная пешка · e6 чёрная пешка · f6 чёрный конь · g6 чёрная пешка · c5 чёрная пешка · f5 чёрная пешка · c4 белая пешка · f4 белая пешка · b3 белая пешка · c3 белый конь · d3 белая пешка · e3 белая пешка · f3 белый конь · g3 белая пешка · a2 белая пешка · h2 белая пешка · b1 белая ладья · c1 белый слон · d1 белый ферзь · e1 белый король · f1 белый слон · g1 белая ладья | b8 чёрная ладья · c8 чёрный слон · d8 чёрный ферзь · e8 чёрный король · f8 чёрный слон · g8 чёрная ладья · a7 чёрная пешка · h7 чёрная пешка · b6 чёрная пешка · c6 чёрный конь · d6 чёрная пешка · e6 чёрная пешка · f6 чёрный конь · g6 чёрная пешка · c5 чёрная пешка · f5 чёрная пешка · c4 белая пешка · f4 белая пешка · b3 белая пешка · c3 белый конь · d3 белая пешка · e3 белая пешка · f3 белый конь · g3 белая пешка · a2 белая пешка · h2 белая пешка · b1 белая ладья · c1 белый слон · d1 белый ферзь · e1 белый король · f1 белый слон · g1 белая ладья | b8 чёрная ладья · c8 чёрный слон · d8 чёрный ферзь · e8 чёрный король · f8 чёрный слон · g8 чёрная ладья · a7 чёрная пешка · h7 чёрная пешка · b6 чёрная пешка · c6 чёрный конь · d6 чёрная пешка · e6 чёрная пешка · f6 чёрный конь · g6 чёрная пешка · c5 чёрная пешка · f5 чёрная пешка · c4 белая пешка · f4 белая пешка · b3 белая пешка · c3 белый конь · d3 белая пешка · e3 белая пешка · f3 белый конь · g3 белая пешка · a2 белая пешка · h2 белая пешка · b1 белая ладья · c1 белый слон · d1 белый ферзь · e1 белый король · f1 белый слон · g1 белая ладья | b8 чёрная ладья · c8 чёрный слон · d8 чёрный ферзь · e8 чёрный король · f8 чёрный слон · g8 чёрная ладья · a7 чёрная пешка · h7 чёрная пешка · b6 чёрная пешка · c6 чёрный конь · d6 чёрная пешка · e6 чёрная пешка · f6 чёрный конь · g6 чёрная пешка · c5 чёрная пешка · f5 чёрная пешка · c4 белая пешка · f4 белая пешка · b3 белая пешка · c3 белый конь · d3 белая пешка · e3 белая пешка · f3 белый конь · g3 белая пешка · a2 белая пешка · h2 белая пешка · b1 белая ладья · c1 белый слон · d1 белый ферзь · e1 белый король · f1 белый слон · g1 белая ладья | b8 чёрная ладья · c8 чёрный слон · d8 чёрный ферзь · e8 чёрный король · f8 чёрный слон · g8 чёрная ладья · a7 чёрная пешка · h7 чёрная пешка · b6 чёрная пешка · c6 чёрный конь · d6 чёрная пешка · e6 чёрная пешка · f6 чёрный конь · g6 чёрная пешка · c5 чёрная пешка · f5 чёрная пешка · c4 белая пешка · f4 белая пешка · b3 белая пешка · c3 белый конь · d3 белая пешка · e3 белая пешка · f3 белый конь · g3 белая пешка · a2 белая пешка · h2 белая пешка · b1 белая ладья · c1 белый слон · d1 белый ферзь · e1 белый король · f1 белый слон · g1 белая ладья | b8 чёрная ладья · c8 чёрный слон · d8 чёрный ферзь · e8 чёрный король · f8 чёрный слон · g8 чёрная ладья · a7 чёрная пешка · h7 чёрная пешка · b6 чёрная пешка · c6 чёрный конь · d6 чёрная пешка · e6 чёрная пешка · f6 чёрный конь · g6 чёрная пешка · c5 чёрная пешка · f5 чёрная пешка · c4 белая пешка · f4 белая пешка · b3 белая пешка · c3 белый конь · d3 белая пешка · e3 белая пешка · f3 белый конь · g3 белая пешка · a2 белая пешка · h2 белая пешка · b1 белая ладья · c1 белый слон · d1 белый ферзь · e1 белый король · f1 белый слон · g1 белая ладья | 4 |
| 3 | b8 чёрная ладья · c8 чёрный слон · d8 чёрный ферзь · e8 чёрный король · f8 чёрный слон · g8 чёрная ладья · a7 чёрная пешка · h7 чёрная пешка · b6 чёрная пешка · c6 чёрный конь · d6 чёрная пешка · e6 чёрная пешка · f6 чёрный конь · g6 чёрная пешка · c5 чёрная пешка · f5 чёрная пешка · c4 белая пешка · f4 белая пешка · b3 белая пешка · c3 белый конь · d3 белая пешка · e3 белая пешка · f3 белый конь · g3 белая пешка · a2 белая пешка · h2 белая пешка · b1 белая ладья · c1 белый слон · d1 белый ферзь · e1 белый король · f1 белый слон · g1 белая ладья | b8 чёрная ладья · c8 чёрный слон · d8 чёрный ферзь · e8 чёрный король · f8 чёрный слон · g8 чёрная ладья · a7 чёрная пешка · h7 чёрная пешка · b6 чёрная пешка · c6 чёрный конь · d6 чёрная пешка · e6 чёрная пешка · f6 чёрный конь · g6 чёрная пешка · c5 чёрная пешка · f5 чёрная пешка · c4 белая пешка · f4 белая пешка · b3 белая пешка · c3 белый конь · d3 белая пешка · e3 белая пешка · f3 белый конь · g3 белая пешка · a2 белая пешка · h2 белая пешка · b1 белая ладья · c1 белый слон · d1 белый ферзь · e1 белый король · f1 белый слон · g1 белая ладья | b8 чёрная ладья · c8 чёрный слон · d8 чёрный ферзь · e8 чёрный король · f8 чёрный слон · g8 чёрная ладья · a7 чёрная пешка · h7 чёрная пешка · b6 чёрная пешка · c6 чёрный конь · d6 чёрная пешка · e6 чёрная пешка · f6 чёрный конь · g6 чёрная пешка · c5 чёрная пешка · f5 чёрная пешка · c4 белая пешка · f4 белая пешка · b3 белая пешка · c3 белый конь · d3 белая пешка · e3 белая пешка · f3 белый конь · g3 белая пешка · a2 белая пешка · h2 белая пешка · b1 белая ладья · c1 белый слон · d1 белый ферзь · e1 белый король · f1 белый слон · g1 белая ладья | b8 чёрная ладья · c8 чёрный слон · d8 чёрный ферзь · e8 чёрный король · f8 чёрный слон · g8 чёрная ладья · a7 чёрная пешка · h7 чёрная пешка · b6 чёрная пешка · c6 чёрный конь · d6 чёрная пешка · e6 чёрная пешка · f6 чёрный конь · g6 чёрная пешка · c5 чёрная пешка · f5 чёрная пешка · c4 белая пешка · f4 белая пешка · b3 белая пешка · c3 белый конь · d3 белая пешка · e3 белая пешка · f3 белый конь · g3 белая пешка · a2 белая пешка · h2 белая пешка · b1 белая ладья · c1 белый слон · d1 белый ферзь · e1 белый король · f1 белый слон · g1 белая ладья | b8 чёрная ладья · c8 чёрный слон · d8 чёрный ферзь · e8 чёрный король · f8 чёрный слон · g8 чёрная ладья · a7 чёрная пешка · h7 чёрная пешка · b6 чёрная пешка · c6 чёрный конь · d6 чёрная пешка · e6 чёрная пешка · f6 чёрный конь · g6 чёрная пешка · c5 чёрная пешка · f5 чёрная пешка · c4 белая пешка · f4 белая пешка · b3 белая пешка · c3 белый конь · d3 белая пешка · e3 белая пешка · f3 белый конь · g3 белая пешка · a2 белая пешка · h2 белая пешка · b1 белая ладья · c1 белый слон · d1 белый ферзь · e1 белый король · f1 белый слон · g1 белая ладья | b8 чёрная ладья · c8 чёрный слон · d8 чёрный ферзь · e8 чёрный король · f8 чёрный слон · g8 чёрная ладья · a7 чёрная пешка · h7 чёрная пешка · b6 чёрная пешка · c6 чёрный конь · d6 чёрная пешка · e6 чёрная пешка · f6 чёрный конь · g6 чёрная пешка · c5 чёрная пешка · f5 чёрная пешка · c4 белая пешка · f4 белая пешка · b3 белая пешка · c3 белый конь · d3 белая пешка · e3 белая пешка · f3 белый конь · g3 белая пешка · a2 белая пешка · h2 белая пешка · b1 белая ладья · c1 белый слон · d1 белый ферзь · e1 белый король · f1 белый слон · g1 белая ладья | b8 чёрная ладья · c8 чёрный слон · d8 чёрный ферзь · e8 чёрный король · f8 чёрный слон · g8 чёрная ладья · a7 чёрная пешка · h7 чёрная пешка · b6 чёрная пешка · c6 чёрный конь · d6 чёрная пешка · e6 чёрная пешка · f6 чёрный конь · g6 чёрная пешка · c5 чёрная пешка · f5 чёрная пешка · c4 белая пешка · f4 белая пешка · b3 белая пешка · c3 белый конь · d3 белая пешка · e3 белая пешка · f3 белый конь · g3 белая пешка · a2 белая пешка · h2 белая пешка · b1 белая ладья · c1 белый слон · d1 белый ферзь · e1 белый король · f1 белый слон · g1 белая ладья | b8 чёрная ладья · c8 чёрный слон · d8 чёрный ферзь · e8 чёрный король · f8 чёрный слон · g8 чёрная ладья · a7 чёрная пешка · h7 чёрная пешка · b6 чёрная пешка · c6 чёрный конь · d6 чёрная пешка · e6 чёрная пешка · f6 чёрный конь · g6 чёрная пешка · c5 чёрная пешка · f5 чёрная пешка · c4 белая пешка · f4 белая пешка · b3 белая пешка · c3 белый конь · d3 белая пешка · e3 белая пешка · f3 белый конь · g3 белая пешка · a2 белая пешка · h2 белая пешка · b1 белая ладья · c1 белый слон · d1 белый ферзь · e1 белый король · f1 белый слон · g1 белая ладья | 3 |
| 2 | b8 чёрная ладья · c8 чёрный слон · d8 чёрный ферзь · e8 чёрный король · f8 чёрный слон · g8 чёрная ладья · a7 чёрная пешка · h7 чёрная пешка · b6 чёрная пешка · c6 чёрный конь · d6 чёрная пешка · e6 чёрная пешка · f6 чёрный конь · g6 чёрная пешка · c5 чёрная пешка · f5 чёрная пешка · c4 белая пешка · f4 белая пешка · b3 белая пешка · c3 белый конь · d3 белая пешка · e3 белая пешка · f3 белый конь · g3 белая пешка · a2 белая пешка · h2 белая пешка · b1 белая ладья · c1 белый слон · d1 белый ферзь · e1 белый король · f1 белый слон · g1 белая ладья | b8 чёрная ладья · c8 чёрный слон · d8 чёрный ферзь · e8 чёрный король · f8 чёрный слон · g8 чёрная ладья · a7 чёрная пешка · h7 чёрная пешка · b6 чёрная пешка · c6 чёрный конь · d6 чёрная пешка · e6 чёрная пешка · f6 чёрный конь · g6 чёрная пешка · c5 чёрная пешка · f5 чёрная пешка · c4 белая пешка · f4 белая пешка · b3 белая пешка · c3 белый конь · d3 белая пешка · e3 белая пешка · f3 белый конь · g3 белая пешка · a2 белая пешка · h2 белая пешка · b1 белая ладья · c1 белый слон · d1 белый ферзь · e1 белый король · f1 белый слон · g1 белая ладья | b8 чёрная ладья · c8 чёрный слон · d8 чёрный ферзь · e8 чёрный король · f8 чёрный слон · g8 чёрная ладья · a7 чёрная пешка · h7 чёрная пешка · b6 чёрная пешка · c6 чёрный конь · d6 чёрная пешка · e6 чёрная пешка · f6 чёрный конь · g6 чёрная пешка · c5 чёрная пешка · f5 чёрная пешка · c4 белая пешка · f4 белая пешка · b3 белая пешка · c3 белый конь · d3 белая пешка · e3 белая пешка · f3 белый конь · g3 белая пешка · a2 белая пешка · h2 белая пешка · b1 белая ладья · c1 белый слон · d1 белый ферзь · e1 белый король · f1 белый слон · g1 белая ладья | b8 чёрная ладья · c8 чёрный слон · d8 чёрный ферзь · e8 чёрный король · f8 чёрный слон · g8 чёрная ладья · a7 чёрная пешка · h7 чёрная пешка · b6 чёрная пешка · c6 чёрный конь · d6 чёрная пешка · e6 чёрная пешка · f6 чёрный конь · g6 чёрная пешка · c5 чёрная пешка · f5 чёрная пешка · c4 белая пешка · f4 белая пешка · b3 белая пешка · c3 белый конь · d3 белая пешка · e3 белая пешка · f3 белый конь · g3 белая пешка · a2 белая пешка · h2 белая пешка · b1 белая ладья · c1 белый слон · d1 белый ферзь · e1 белый король · f1 белый слон · g1 белая ладья | b8 чёрная ладья · c8 чёрный слон · d8 чёрный ферзь · e8 чёрный король · f8 чёрный слон · g8 чёрная ладья · a7 чёрная пешка · h7 чёрная пешка · b6 чёрная пешка · c6 чёрный конь · d6 чёрная пешка · e6 чёрная пешка · f6 чёрный конь · g6 чёрная пешка · c5 чёрная пешка · f5 чёрная пешка · c4 белая пешка · f4 белая пешка · b3 белая пешка · c3 белый конь · d3 белая пешка · e3 белая пешка · f3 белый конь · g3 белая пешка · a2 белая пешка · h2 белая пешка · b1 белая ладья · c1 белый слон · d1 белый ферзь · e1 белый король · f1 белый слон · g1 белая ладья | b8 чёрная ладья · c8 чёрный слон · d8 чёрный ферзь · e8 чёрный король · f8 чёрный слон · g8 чёрная ладья · a7 чёрная пешка · h7 чёрная пешка · b6 чёрная пешка · c6 чёрный конь · d6 чёрная пешка · e6 чёрная пешка · f6 чёрный конь · g6 чёрная пешка · c5 чёрная пешка · f5 чёрная пешка · c4 белая пешка · f4 белая пешка · b3 белая пешка · c3 белый конь · d3 белая пешка · e3 белая пешка · f3 белый конь · g3 белая пешка · a2 белая пешка · h2 белая пешка · b1 белая ладья · c1 белый слон · d1 белый ферзь · e1 белый король · f1 белый слон · g1 белая ладья | b8 чёрная ладья · c8 чёрный слон · d8 чёрный ферзь · e8 чёрный король · f8 чёрный слон · g8 чёрная ладья · a7 чёрная пешка · h7 чёрная пешка · b6 чёрная пешка · c6 чёрный конь · d6 чёрная пешка · e6 чёрная пешка · f6 чёрный конь · g6 чёрная пешка · c5 чёрная пешка · f5 чёрная пешка · c4 белая пешка · f4 белая пешка · b3 белая пешка · c3 белый конь · d3 белая пешка · e3 белая пешка · f3 белый конь · g3 белая пешка · a2 белая пешка · h2 белая пешка · b1 белая ладья · c1 белый слон · d1 белый ферзь · e1 белый король · f1 белый слон · g1 белая ладья | b8 чёрная ладья · c8 чёрный слон · d8 чёрный ферзь · e8 чёрный король · f8 чёрный слон · g8 чёрная ладья · a7 чёрная пешка · h7 чёрная пешка · b6 чёрная пешка · c6 чёрный конь · d6 чёрная пешка · e6 чёрная пешка · f6 чёрный конь · g6 чёрная пешка · c5 чёрная пешка · f5 чёрная пешка · c4 белая пешка · f4 белая пешка · b3 белая пешка · c3 белый конь · d3 белая пешка · e3 белая пешка · f3 белый конь · g3 белая пешка · a2 белая пешка · h2 белая пешка · b1 белая ладья · c1 белый слон · d1 белый ферзь · e1 белый король · f1 белый слон · g1 белая ладья | 2 |
| 1 | b8 чёрная ладья · c8 чёрный слон · d8 чёрный ферзь · e8 чёрный король · f8 чёрный слон · g8 чёрная ладья · a7 чёрная пешка · h7 чёрная пешка · b6 чёрная пешка · c6 чёрный конь · d6 чёрная пешка · e6 чёрная пешка · f6 чёрный конь · g6 чёрная пешка · c5 чёрная пешка · f5 чёрная пешка · c4 белая пешка · f4 белая пешка · b3 белая пешка · c3 белый конь · d3 белая пешка · e3 белая пешка · f3 белый конь · g3 белая пешка · a2 белая пешка · h2 белая пешка · b1 белая ладья · c1 белый слон · d1 белый ферзь · e1 белый король · f1 белый слон · g1 белая ладья | b8 чёрная ладья · c8 чёрный слон · d8 чёрный ферзь · e8 чёрный король · f8 чёрный слон · g8 чёрная ладья · a7 чёрная пешка · h7 чёрная пешка · b6 чёрная пешка · c6 чёрный конь · d6 чёрная пешка · e6 чёрная пешка · f6 чёрный конь · g6 чёрная пешка · c5 чёрная пешка · f5 чёрная пешка · c4 белая пешка · f4 белая пешка · b3 белая пешка · c3 белый конь · d3 белая пешка · e3 белая пешка · f3 белый конь · g3 белая пешка · a2 белая пешка · h2 белая пешка · b1 белая ладья · c1 белый слон · d1 белый ферзь · e1 белый король · f1 белый слон · g1 белая ладья | b8 чёрная ладья · c8 чёрный слон · d8 чёрный ферзь · e8 чёрный король · f8 чёрный слон · g8 чёрная ладья · a7 чёрная пешка · h7 чёрная пешка · b6 чёрная пешка · c6 чёрный конь · d6 чёрная пешка · e6 чёрная пешка · f6 чёрный конь · g6 чёрная пешка · c5 чёрная пешка · f5 чёрная пешка · c4 белая пешка · f4 белая пешка · b3 белая пешка · c3 белый конь · d3 белая пешка · e3 белая пешка · f3 белый конь · g3 белая пешка · a2 белая пешка · h2 белая пешка · b1 белая ладья · c1 белый слон · d1 белый ферзь · e1 белый король · f1 белый слон · g1 белая ладья | b8 чёрная ладья · c8 чёрный слон · d8 чёрный ферзь · e8 чёрный король · f8 чёрный слон · g8 чёрная ладья · a7 чёрная пешка · h7 чёрная пешка · b6 чёрная пешка · c6 чёрный конь · d6 чёрная пешка · e6 чёрная пешка · f6 чёрный конь · g6 чёрная пешка · c5 чёрная пешка · f5 чёрная пешка · c4 белая пешка · f4 белая пешка · b3 белая пешка · c3 белый конь · d3 белая пешка · e3 белая пешка · f3 белый конь · g3 белая пешка · a2 белая пешка · h2 белая пешка · b1 белая ладья · c1 белый слон · d1 белый ферзь · e1 белый король · f1 белый слон · g1 белая ладья | b8 чёрная ладья · c8 чёрный слон · d8 чёрный ферзь · e8 чёрный король · f8 чёрный слон · g8 чёрная ладья · a7 чёрная пешка · h7 чёрная пешка · b6 чёрная пешка · c6 чёрный конь · d6 чёрная пешка · e6 чёрная пешка · f6 чёрный конь · g6 чёрная пешка · c5 чёрная пешка · f5 чёрная пешка · c4 белая пешка · f4 белая пешка · b3 белая пешка · c3 белый конь · d3 белая пешка · e3 белая пешка · f3 белый конь · g3 белая пешка · a2 белая пешка · h2 белая пешка · b1 белая ладья · c1 белый слон · d1 белый ферзь · e1 белый король · f1 белый слон · g1 белая ладья | b8 чёрная ладья · c8 чёрный слон · d8 чёрный ферзь · e8 чёрный король · f8 чёрный слон · g8 чёрная ладья · a7 чёрная пешка · h7 чёрная пешка · b6 чёрная пешка · c6 чёрный конь · d6 чёрная пешка · e6 чёрная пешка · f6 чёрный конь · g6 чёрная пешка · c5 чёрная пешка · f5 чёрная пешка · c4 белая пешка · f4 белая пешка · b3 белая пешка · c3 белый конь · d3 белая пешка · e3 белая пешка · f3 белый конь · g3 белая пешка · a2 белая пешка · h2 белая пешка · b1 белая ладья · c1 белый слон · d1 белый ферзь · e1 белый король · f1 белый слон · g1 белая ладья | b8 чёрная ладья · c8 чёрный слон · d8 чёрный ферзь · e8 чёрный король · f8 чёрный слон · g8 чёрная ладья · a7 чёрная пешка · h7 чёрная пешка · b6 чёрная пешка · c6 чёрный конь · d6 чёрная пешка · e6 чёрная пешка · f6 чёрный конь · g6 чёрная пешка · c5 чёрная пешка · f5 чёрная пешка · c4 белая пешка · f4 белая пешка · b3 белая пешка · c3 белый конь · d3 белая пешка · e3 белая пешка · f3 белый конь · g3 белая пешка · a2 белая пешка · h2 белая пешка · b1 белая ладья · c1 белый слон · d1 белый ферзь · e1 белый король · f1 белый слон · g1 белая ладья | b8 чёрная ладья · c8 чёрный слон · d8 чёрный ферзь · e8 чёрный король · f8 чёрный слон · g8 чёрная ладья · a7 чёрная пешка · h7 чёрная пешка · b6 чёрная пешка · c6 чёрный конь · d6 чёрная пешка · e6 чёрная пешка · f6 чёрный конь · g6 чёрная пешка · c5 чёрная пешка · f5 чёрная пешка · c4 белая пешка · f4 белая пешка · b3 белая пешка · c3 белый конь · d3 белая пешка · e3 белая пешка · f3 белый конь · g3 белая пешка · a2 белая пешка · h2 белая пешка · b1 белая ладья · c1 белый слон · d1 белый ферзь · e1 белый король · f1 белый слон · g1 белая ладья | 1 |
|   | a | b | c | d | e | f | g | h |   |

Органическим свойством шатранджа было медленное развитие игры. В начале партии игроки могли длительное время делать ходы, не вступая в соприкосновение с противником. Как следствие, отправной точкой считалось некое расположение фигур, для достижения которого точный порядок ходов не играл роли. Такие позиции, обычно более-менее симметричные, стали известны как табии, каждая из которых имела определённое название. Запись партии, как правило, начиналась не с начальной позиции, а с одной из табий. Мэррей приводит шестнадцать табий, некоторые из которых достигают 20-го хода. Все эти табии считаются разработанными либо Адли, либо позднее Сули, хотя в разных рукописях атрибутируются по-разному.
Важную роль в игре играл контроль полей того цвета, на котором у игрока размещались ферзь и слон со стороны короля; например, если белый ферзь в начальной позиции стоит на d1, то поля d7, b5 и f5 могут быть заняты белыми ферзём и слоном и не могут быть защищены этими фигурами со стороны чёрных, которые, в свою очередь, могут занимать поля b4, f4 и d2. Пешки могли использоваться для защиты слабых полей (например, белая пешка на e3) или для наступления: игрок в шатрандж не боялся двигать пешки вперёд, открывая короля. Существование слонов и ферзей, маршруты которых не пересекались с маршрутом соответствующей фигуры оппонента, делало более трудными размены. Обычным явлением была жертва слона за пешку.

## Варианты шатранджа
Историк X века аль-Масуди упоминает несколько основанных на шатрандже игр, правила которых отличаются от базовых:
- «удлинённые» шахматы на доске 4×16, в которые играли при помощи костей. Каждой фигуре стандартного комплекта соответствовала одна из граней кости, и следующий ход делался той фигурой, на которую указывал бросок;
- шахматы на доске 10×10 с дополнительной фигурой. В одном из вариантов, упоминаемом и Фирдоуси в «Шахнаме», эта фигура называлась «верблюд» и перемещалась «прыжком» через одно поле по вертикали или горизонтали. В другом варианте добавлялась фигура «даббаба» (араб. دَبَّابَة‎, осадное орудие, позволявшее под прикрытием подойти к стене небольшим группам солдат), ход которой соответствовал ходу короля, а десять пешек стояли не на второй, а на третьей линии. В труде «Нафаис аль-Фу-нун» учёного XIV века Аль-Амули[англ.] описывалась ещё одна модификация, известная как «цитадель». В ней доска 10×10 с даббабами дополнялась четырьмя полями, расположенными по диагонали от угловых полей, и если игроку удавалось довести короля до одного из таких полей (вероятно, только на противоположной стороне доски), он мог закончить игру ничьей[12].
- шахматы на круглой доске, известные также как «византийские (араб. الرومية‎) шахматы». Обычные комплекты фигур размещались на концентрической доске 4×16;
- астрономические шахматы, в которые играли семь соперников, олицетворявшие пять известных планет, Луну и Солнце;
- шахматы на доске 7×8 с комплектами из шести фигур, каждая из которых ассоциировалась с одним из приписываемых человеку чувств. Мэррей выражает сомнение в том, что эта игра реально существовала[13];
- сентередж.

Аль-Амули описывает также шахматы на доске 11×10 с двумя дополнительными полями-«цитаделями» на втором ряду по правую руку от игрока и четырьмя дополнительными классами фигур (визирь, две даббабы, два разведчика, два верблюда и два жирафа). Эта разновидность, известная как «шахматы Тамерлана», получила широкую известность благодаря тому, что источники приписывали знаменитому полководцу любовь к ним и благодаря подробному описанию и анализу в «Истории шахмат» Форбса.

## Галерея

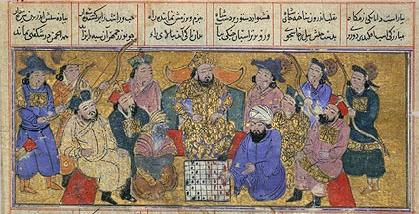
Бозоргмехр знакомится с шатранджем. Персидская миниатюра XIV века (иллюстрация к «Шахнаме»).
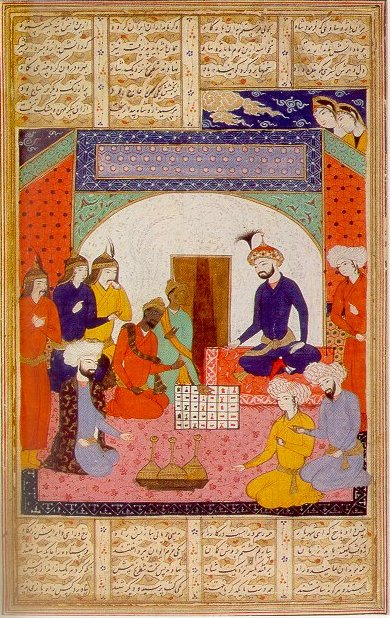
Индийские послы дарят шатрандж Хосрову I (иллюстрация к «Трактату о шахматах»).
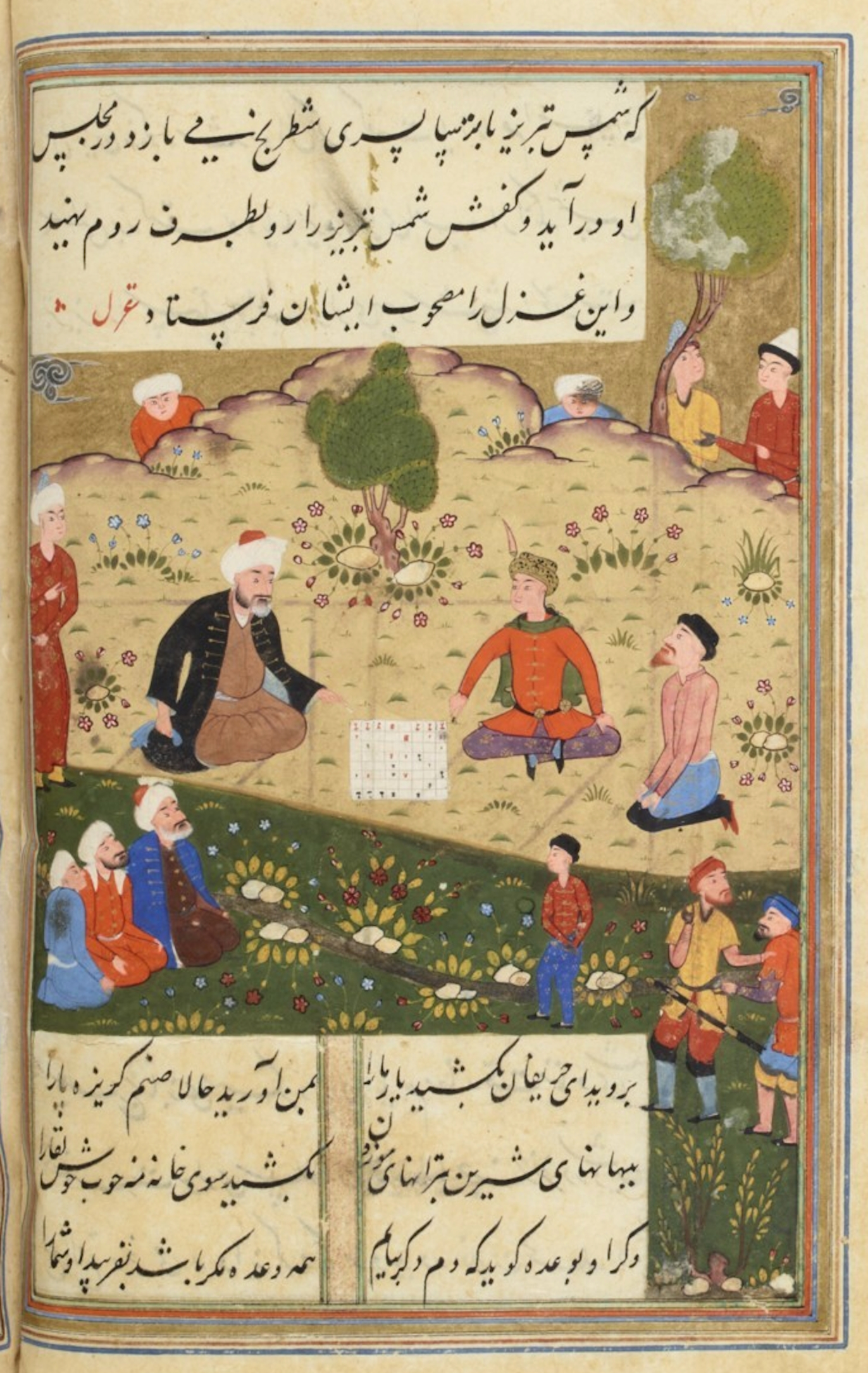
Шамс Тебризи играет в шатрандж на иллюстрации 1500 года к поэме Руми. См.: газель 163 Руми.
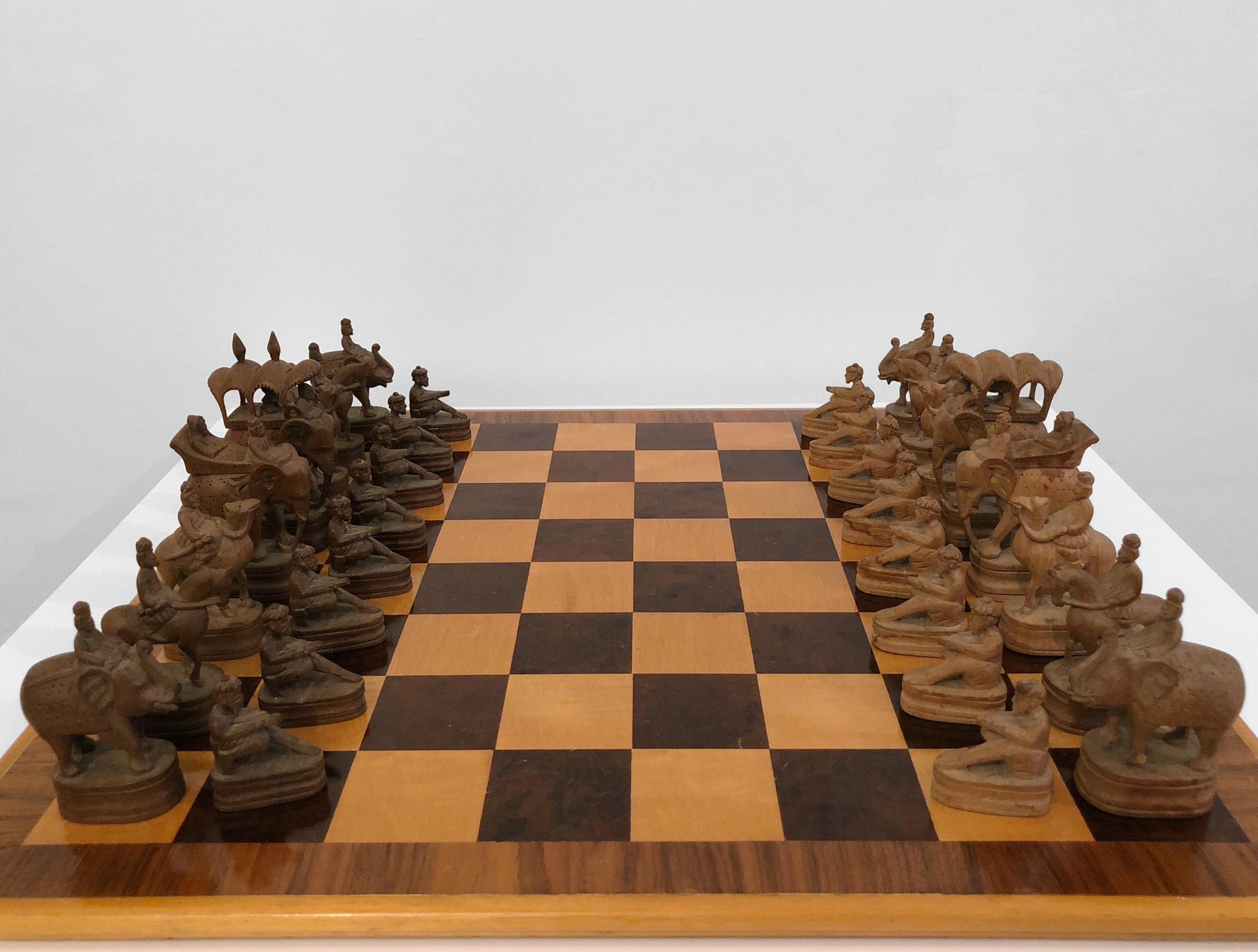
Североиндийский могольский комплект фигур чатуранги или шатранджа из сандалового дерева